# 方広寺

日本の各大仏の存立期間（時系列）

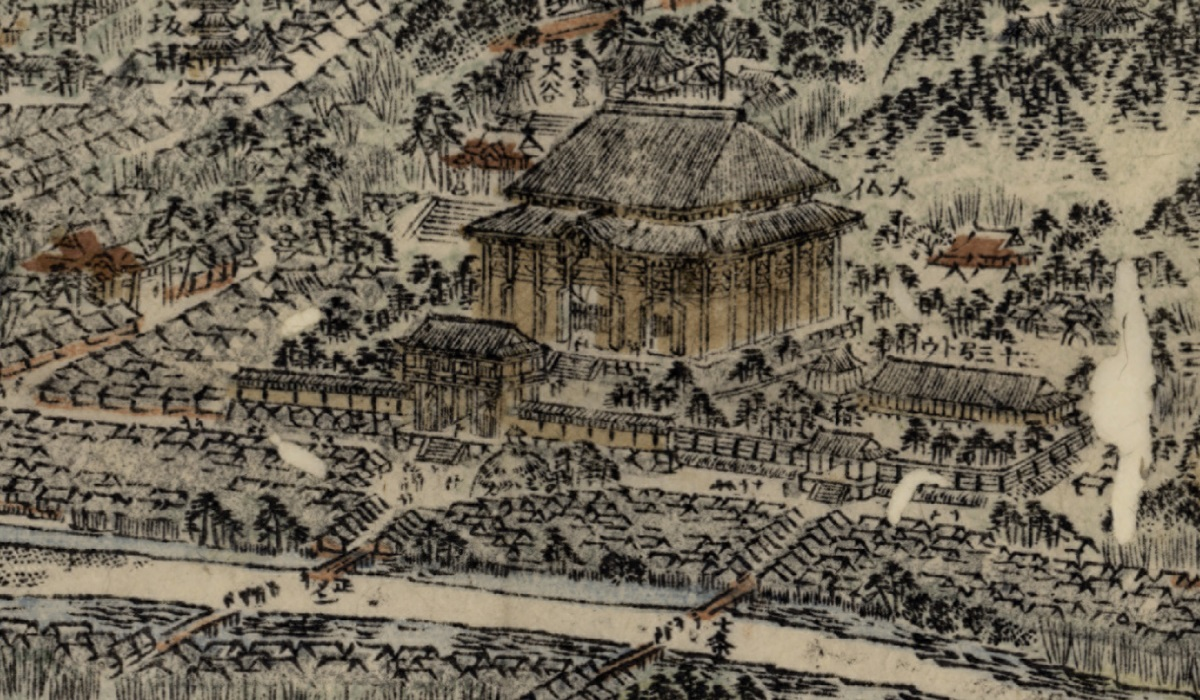
絵図に描かれた往時の方広寺2代目大仏殿。右隣に見えるのが三十三間堂。かつては方広寺大仏殿が日本最大の木造建築であった（「花洛一覧図」京都府立京都学・歴彩館デジタルアーカイブ 一部改変）。

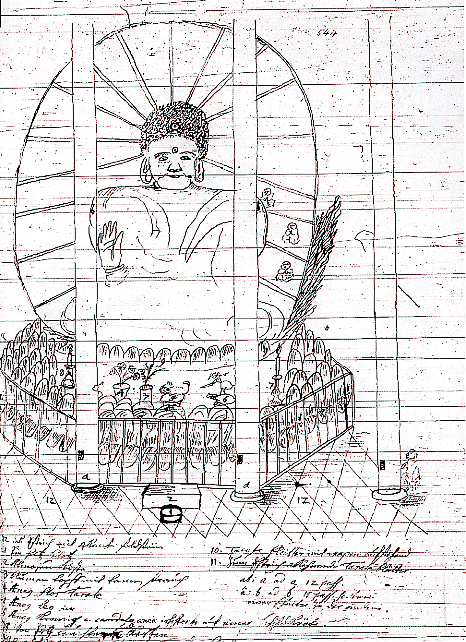
エンゲルベルト・ケンペルの方広寺3代目大仏のスケッチ（1691年作）。ケンペルは方広寺を訪れ、大仏についての記録を残した。ケンペルの日記によれば、大仏殿内部には巨大な大仏が一体鎮座しているのみで、他に仏像（脇侍）はなかったという。また大仏は八角形の金剛垣（柵）で囲まれていたという。ケンペルの遺した手稿や収集品は大部分が大英博物館に所蔵されているが、歴史学者のボダルト=ベイリーが、膨大な所蔵品の中からこの大仏のスケッチを発見した。なおスケッチの通り大仏の正面には賽銭箱が置かれていたが、江戸時代に度々盗難（賽銭泥棒）の被害に遭ったことが史料に記録されている。

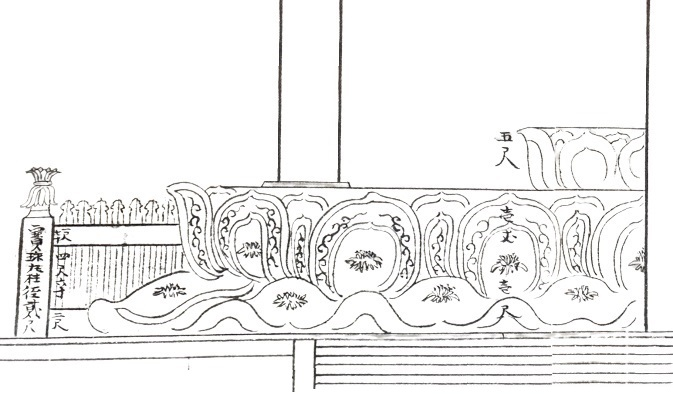
現存する方広寺大仏下回りの指図(設計図)。外側から順に「金剛垣(柵)」「下の蓮台」「上の蓮台」が描かれている。『甲子夜話』の記述によると、台座（石座）の側面に、別材で蓮弁の装飾を施すことで「下の蓮台」にされていたという。ケンペルの日記には「下の蓮台」の蓮弁は「石膏細工」とする記述がある（素材の詳細は不明だが「下の蓮台」の蓮弁は白色だったようである）。なお台座（石座）は円形に近い多角形で、八角形であったとするのは誤り。台座ではなく金剛垣(柵)が八角形に配されていた。京都市埋蔵文化財研究所は当初、発掘調査報告書で「大仏の台座は八角形」とする見解を提示していたが、誤認であったとして撤回し、「大仏の台座は円形に近い多角形」とする見解に変更した。

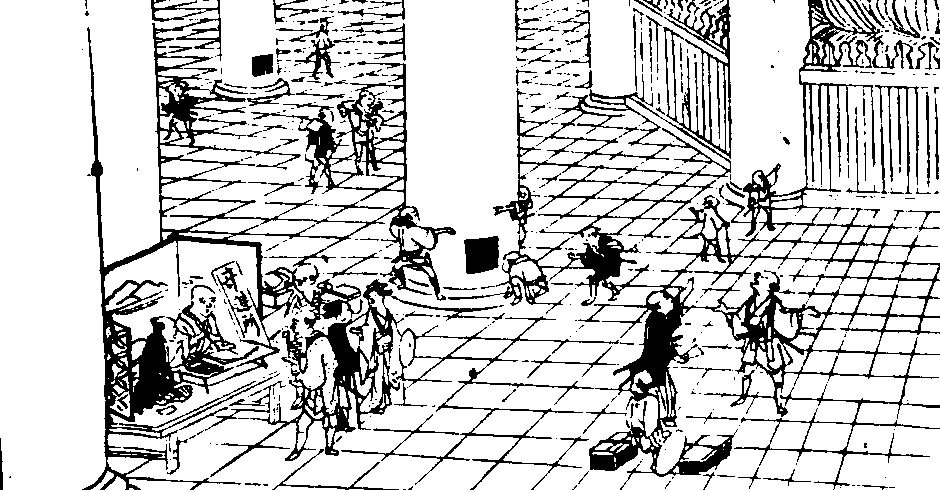
『都会節用百家通』に掲載される方広寺大仏殿内部を描いた絵。

方広寺（ほうこうじ）は、京都市東山区にある天台宗の寺院。山号はなし。本尊は盧舎那仏。通称は「大仏」・「大仏殿」・「大仏殿方広寺」。方広寺鐘銘事件（京都大仏鐘銘事件）の引き金となった「国家安康」の梵鐘を有することで知られる。

## 概要
豊臣秀吉が発願した大仏（盧舎那仏）を安置するための寺として文禄4年（1595年）に創建された。豊臣時代から江戸時代の中期にかけて新旧3代の大仏が知られ、それらは文献記録によれば、6丈3尺（約19m）とされ、東大寺大仏の高さ（14.7m）を上回り、大仏としては日本一の高さを誇っていた。そのため江戸時代には、3代目大仏が寛政10年（1798年）に落雷で焼失するまでは、日本三大仏の一つに数えられた。大田南畝著とされる『半日閑話』（街談録）には3代目大仏が落雷で焼失した時について「（大仏は）御鼻より火燃出、誠に入滅の心地にて京中の貴賎、老若、其外火消のもの駆け付け、此時に至りいたし方なく感涙を催し、ただ合掌十念唱えしばかり也」とあり、3代目大仏の焼失は京都民衆に大変惜しまれた。東大寺大仏と異なり、3代目大仏は木造であったため、大仏は（台座・基壇を除き）跡形もなくなってしまった。
東大寺大仏殿の再建が完了した宝永6年（1709年）から、方広寺大仏・大仏殿が落雷で焼失した寛政10年（1798年）までは、京都（方広寺）と奈良（東大寺）に、大仏と大仏殿が双立していた。江戸時代の東大寺大仏殿再建にあたり、方広寺2代目大仏殿を手本として大仏殿が設計されたことから、現存の東大寺大仏殿の建築意匠は方広寺大仏殿のそれを引き継いだものと言っても過言ではない。
天保14年（1843年）に規模が縮小されつつも再建された4代目大仏は、1973年（昭和48年）まで存続していたが、失火により焼失し、方広寺から大仏は姿を消した。

### 呼称
「方広寺」という寺号は創建当時から江戸初期にかけての文献には一切現れず、単に大仏(殿)、もしくは新大仏（殿）、京大仏（殿）、東山大仏（殿）、京東大仏（殿）、洛東大仏（殿）などと呼称されていた。方広寺大仏を発願した豊臣秀吉は、正式な寺号を定めていない。方広寺命名の経緯・時期は不明だが自然発生的なものとされる。経典（大方広仏華厳経）もしくは方広会から採ったものともいわれ、またそれらにかこつけて秀吉の尊称「豊公（ほうこう）」の名を託したとも考えられる。
秀吉としては方広寺および方広寺大仏のことを単に「大仏（殿）」と公称していた（事実上 寺の名は「大仏（殿）」であった）。これは方広寺大仏のほかに大仏と称せる像は日本にはないとする秀吉の自負の表れと考えられている（なお秀吉の造立した建造物には京都新城のように正式名称が定められていないものが多々ある）。同時代に日本を訪れたヨーロッパ宣教師・貿易商人が書き残した史料には、「だいぶつ」を音写した語で表記されており、例えばベルナルディーノ・デ・アビラ・ヒロンが著した『日本王国記』には、「Daybut」と表記されている 。方広寺の寺号が生じてからも上記の経緯から、「大仏殿」を語頭に冠し「大仏殿方広寺」と称されることが多かった。1973年（昭和48年）の4代目大仏焼失以前に方広寺が配布していた拝観者用パンフレットの題名も「大仏殿方広寺拝観の栞」と表記されている。
なお「大仏」という呼称は、方広寺界隈一帯を指す地名でもあり、後述のように三十三間堂はかつて方広寺の境内に組み込まれており、また現在京都国立博物館の立地する敷地も方広寺の寺領であったが、それら一帯の地名も「大仏」と称されていた。「大仏前交番」や「京都大仏前郵便局」、「（関西電力）大仏変電所」「京阪大仏前駅（現七条駅）」という施設名称はその名残である。

### かつて存在した大仏についての概略
- 種類：毘盧遮那仏（びるしゃな-ぶつ）
- 形式：木製漆塗金張坐像（初代）、銅製金張坐像（2代目）、木製金張坐像（3代目）、木製胸像（4代目）
- 高さ：6丈3尺 約19m（初代～3代目）、4丈7尺 約14m（4代目）[13][14]

補注：江戸時代に出版された都名所図会や名所記、その他仮名草子などで、方広寺大仏を「十六丈の大仏」と紹介しているものもあるが、16丈（約48m）というのは大仏座像が立ち上がったと仮定した場合の高さ寸法であって、実際の像高が16丈もあった訳ではない。座像の大仏の高さを実寸（座高）ではなく、立ち上がったと仮定した場合の寸法（身の丈）で表記することは、従前に造立された大仏でも行われており、東大寺大仏は十六丈（実寸は14.7mなのでかなり誇張されている）、雲居寺大仏は八丈（実寸は4丈とされる）、東福寺大仏は五丈（実寸は2丈5尺）と公称していた。万里集九の詩集「梅花無尽蔵（永正3年（1506年）作）」には「南都の半仏雲狐、雲狐の半仏東福（雲居寺大仏の身の丈は東大寺大仏の半分で、東福寺大仏の身の丈は雲居寺大仏の半分）」という記述がある。
- 像の存続期間：誤差を考慮しても、少なくとも、延べ300年以上は存在していた。創建以来、昭和後期の焼失までの間で、存在しなかったのは、50年より若干長い程度の期間でしかない（ただし、天保年間に造立の4代目大仏は上半身のみの大仏で高さが低い）。
  - 初代：1595年 - 1596年（約1年間）：慶長伏見地震で損壊
  - （ - ）：完成前に鋳造工事中の事故で焼失 膝部分まで鋳造が完了していた[17]
  - 2代目：1612年 - 1662年（約50年間）：寛文近江・若狭地震で損壊？[注釈 1]
  - 3代目：1667年 - 1798年（約131年間）：落雷で焼失
  - 4代目：1843年 - 1973年（約130年間） ：失火で焼失

### かつて存在した大仏殿についての概略
- 建物の存続期間
  - 初代：1595年 - 1603年（約8年間）：大仏鋳造工事中の事故で焼失
  - 2代目：1612年 - 1798年（約186年間）：落雷で焼失
  - 3代目：1843年 - 1973年 （約130年間）：失火で焼失

大仏と同じく、天保年間に造立の3代目大仏殿は規模が縮小されている。あくまで将来に大仏・大仏殿を再建するまでの仮堂という扱いである。造立された場所も従前のものとは異なり、現在の方広寺大黒天堂の東側の駐車場になっている場所に造立されていた。
- 建物の平面規模
  - 初代・2代目：間口（正面幅）南北45間（約88m）、奥行 東西27間（約55m）、柱92本

『愚子見記』の2代目大仏殿についての記述による。ここでの「間」は柱間の数ではなく、長さの単位である。この寸法は考古学的知見からも正しいと見なされている。発掘調査報告書に、2代目大仏殿再建時は、創建時の礎石をそのまま使用し、柱位置は同じであったとみられると報告されていることから、初代大仏殿も同様の平面規模であろうと考えられている。なお現存の東大寺大仏殿の平面規模は、間口（正面幅）約57.5m、奥行約50.5mであるので、初代・2代目方広寺大仏殿の方が平面規模で上回っていた。
方広寺大仏殿はかつて日本最大規模の木造建築であったが（純粋に高さだけで比較した場合は、足利義満造立の七重塔の方が高い）、世界最大規模の木造建築でもあったとする見解もある。中国最大の木造建築である紫禁城の太和殿は、間口約63m・奥行約37mであるが、方広寺大仏殿はそれをも上回っていた。

## 歴史
※ 日付は、明治改暦以前については、特記なき限り太陰太陽暦による和暦で表記している。
※ 江戸時代中期以前に「方広寺」という寺号は存在しないが、その時期についても、便宜的に一般に定着している「方広寺」の寺号で記述する。

### 秀吉による大仏造立の発願
豊臣秀吉は天正14年（1586年）に、松永久秀の焼き討ちにより焼損した東大寺大仏に代わる新たな大仏を、京都で造立することを発願する。室町時代の京都には、身の丈8丈（実寸は4丈[約12m]とされる）の雲居寺大仏と、身の丈5丈（実寸は2丈5尺）の東福寺大仏が存在しており、前者は室町将軍足利義教の肝いりの政策として造立（再建）され、『応仁記』に「雲孤寺（雲居寺）と申すは奈良半仏尊の像、雲を穿つ大伽藍」と記されるなど、東大寺大仏と並び称されるほど京都にその威容を誇っていたが、応仁の乱で焼失していた。
秀吉は当初、東山の東福寺南方にある遣迎院付近に大仏と大仏殿を造立する予定であった。その後それの造立はいったん中止され、遣迎院の移転も途中で中止された（遣迎院は南北に分立されてしまった）。のち天正16年（1588年）に、場所を三十三間堂北側にあった浄土真宗・佛光寺派本山佛光寺の敷地に変更して再開した。佛光寺は秀吉の別荘「龍臥城」のあった現在地へ移転させられた。瀧尾神社も方広寺大仏殿造立のため、遷座させられたという。秀吉は大規模工事に巧みであった高野山の木食応其を造営の任にあたらせた。大仏殿は鴨川東岸地区を南北に貫く大和大路に西面して建てられ、また大和大路の西側には秀吉の手により伏見街道も整備され、さらに秀吉は五条大橋を六条坊門に移し京外への出口とするとともに大仏への参詣の便とした。
小田原征伐を挟んで天正19年（1591年）5月から大仏殿の立柱工事が開始され、文禄2年（1593年）9月に上棟、文禄4年（1595年）に完成をみた。秀吉によって造立された初代大仏は、東大寺の大仏より大きい6丈3尺（約19m）の大きさであったという（『愚子見記』）。また、刀狩で没収した武器を再利用して釘にしたものも使われた。なお、造営期間短縮のため（既に50代になっていた秀吉が、自身の生前に落慶を間に合わせるためか）、大仏は当初計画されていた銅造ではなく木造に改められた。
初代大仏殿は南北45間（約88m）、東西27間（約55m）の規模であろうと考えられている。これは大仏殿跡の発掘調査の結果、後述の秀頼再建の2代目大仏殿は創建時の礎石をそのまま使用しているとみられ柱位置は同じと思われること、『愚子見記』に再建大仏殿の規模について、上記寸法が記載されていることによる。初代大仏殿は資料が少なく全貌の把握が困難であるが、大林組が広報誌『季刊大林』にて、各種文献史料・考古学的知見・建築学的知見から復原案を提示している(『秀吉が京都に建立した世界最大の木造建築 方広寺大仏殿の復元』)。なお秀吉は大仏殿造立にあたり、諸大名に大仏殿の建材に適した材木(巨木材)を提供するよう命じた。徳川家康は富士山麓の巨木を黄金千両もはたいて方広寺へ運搬したとされ、島津義弘は屋久島の屋久杉を伐採して、秀吉に提供したという 。現在屋久島にはウィルソン株という、巨大な杉の切り株が残されているが、これは大仏殿造立のため伐採された屋久杉の切り株であるという。なおこの時日本国内の、木造大規模建築に適した建材(巨木)はほとんど伐採され尽されてしまった。そのため2代目方広寺大仏殿及び、3代目東大寺大仏殿造立の際には、建材不足に悩まされ、苦肉の策として、柱は寄木材が採用されることになった。
文禄4年（1595年）9月25日からは、方広寺境内に組み込んでいた妙法院の巨大な
経堂で千僧供養が行われるようになった（詳細は千僧供養の項を参照）。秀吉は京都およびその近郊（山城国）に拠点を有する八宗（天台宗・真言宗・律宗・禅宗・浄土宗・日蓮宗・時宗・浄土真宗）に対して、各宗派ごとに100名の僧で千僧供養に出仕するよう命じた（よって出仕する僧は正確には千人ではなく800人であった）。千僧供養は以後豊臣家滅亡まで、毎月行われた。

### 慶長伏見地震による初代大仏の損壊
文禄5年閏7月13日（1596年9月5日）に起きた慶長伏見地震により、開眼前の初代大仏は損壊した（『義演准后日記』によれば旧暦8月18日に開眼供養の予定だったという）。慶長伏見地震による地震の震度について、歴史地震研究者の西山昭仁は、震源に近い伏見では被害状況から震度7と考えられるが、京都では震度5強程度ではなかったかとしている。醍醐寺座主の義演が著した『義演准后日記』によると、胸が崩れ、左手が落ち(日記の原文は「左御手崩落」で、拝観者から見て左の手、すなわち大仏の右手が落ちたとする解釈もある)、全身に所々ひび割れが入ったという。ただし大仏の光背は無傷で残ったという。また義演が日記を著した後に、資料を集め義演が加筆修正した『文禄大地震記』には以下の記述がある。「大佛殿事十四日、霽、夜中予罷向了、大佛本堂無爲、聊モ不損、礎所ニ依テ二寸バカリニヱ入也、本尊ハ大破也、左ノ御手摧テ落ル、御胸同前、其外無爲歟、雖然、木ヲ以テ骨トナシ、其上ヲシツクイニテ塗タリ、其上ヲ漆ニテヌリテ、金薄悉押ス、大地震ユリタキマヽユリ摧タル間、假令氷タル壁ノゴトク見了」。上記記述について、具体的に大仏がどのような構造であったか詳述している点と（初代大仏の構造について述べているのはほとんどが後世の二次史料である）、大仏の表面に亀裂が生じて（ひび割れた）氷の壁のように見えたとする点が注目される。
大仏損壊の原因について、工期短縮のために銅造ではなく、木造としたことが裏目に出たとされる。またひび割れの原因は表面が漆喰塗りのためとされる。初代大仏の被災現場のシーンを漫画などで描く場合、大仏の頭部が落下したように描かれることもあるが（石ノ森章太郎作『マンガ日本の歴史』・宮下英樹作『センゴク』）、地震で初代大仏の頭部が落下したとの記述は『義演准后日記』や『文禄大地震記』には見られない。
秀吉は大仏が損壊したことに大変憤り、一説には大仏の眉間に矢を放ったとされる。また秀吉は「夫仏像ヲ安置スルハ、国家ヲ安泰ナラシメンガタメナリ、余若干ノ金銀ヲ抛チ、南都ノ旧規ヲ模シ、数年ヲ経テ成就シヌ、其志ヲモ思ハズ、汝ガ身ノ大ナルニモ恥ズ、一身ヲ保ツ事ダニ能ハズ、裂摧タルハ何ゾヤ、汝ガ如キ用ニモ立ザル仏ヲ、余信ズルコトアルベカラズ（出典:『朝鮮太平記』）」と大仏を面罵したとされる。上記逸話について、いくつかの二次史料（馬場信意著『朝鮮太平記』など）に記録されることから信憑性を疑問視する向きもあるが、歴史地震研究者の西山昭仁は、地震後の秀吉の動向を分析し、実際に「秀吉が方広寺を訪問し大仏に矢を放った」と仮定した場合、それがなされたのは閏7月15日のことではないかとしている。（ただし本震の後も余震が続いており、秀吉が身の危険を冒してまで、損壊した大仏に近づいて矢を放ったかという疑問点が残る。堂外から観相窓越しに大仏の眉間に矢を放つことも可能だが、飛距離がある。）開眼供養前なので、ただの木像にすぎないと言えなくもないが、大仏に対しこのような不遜な態度を取った原因について、秀吉は大仏を信仰の対象としてではなく、自らの権力を誇示するための道具としか見なしていなかったためとする説もある。なお損壊した大仏とは対照的に、初代大仏殿は地震による損壊を免れた。先述の大林組の論文『秀吉が京都に建立した世界最大の木造建築 方広寺大仏殿の復元』では、初代大仏殿復元案に対し慶長伏見地震の揺れに対する構造計算(時刻歴応答解析)を行った結果が掲載されており、極めて軽微な損壊に留まるとしている。方広寺大仏殿の架構構造は貫を多用する大仏様であったことが文献記録から分かるが、それが地震抵抗に極めて有益であるとする。方広寺の境内周囲は、築地塀で囲まれていたが、それは地震で倒壊した。
初代大仏は損壊したとは言え全壊ではなかったので、その後しばらくそのまま残されていた。ただし大仏は畳表で覆い隠され、人目につかないようにされていたという。『義演准后日記』には、修復までの間、見苦しいので畳表で隠されているのではないかとする記述があり、初代大仏は修復工事がなされるのではないかとする観測があったことが分かる。しかし『義演准后日記』慶長2年（1597年）5月23日条に「今日大仏へ太閤御所御成、本尊御覧、早々くすしかへの由仰云々（秀吉公が大仏を御覧になり、早く取り壊せなどと命じた）」とする記述があり、最終的に秀吉の命令で、初代大仏は解体されることが決まった。この大仏解体の命令は、秀吉が方広寺での千僧供養会に訪れた際になされたものである。なお宣教師ぺドウロ・ゴーメスの書簡には「自身の身すら守れぬ大仏が人びとを救えるはずもないとして、大仏を粉々になるまで砕いてしまえと命じた」と記録されるほか、『当代記』には秀吉が「かように我が身を保てえざる仏体なれば、衆生済度は思いも寄らず」と発言したと記述される。「自身の身すら守れない大仏が人びとを救えるはずもない」の話のくだりについて、『義演准后日記』の記述については、秀吉が解体の命令を下した際に、義演ないしは配下が立ち会っていたと思われ、信憑性があると考えられているが、云々(うんぬん)で端折られてしまっているので記述がない。ぺドウロ・ゴーメスの書簡と『当代記』の記述は、当時流布していた風説を記録したものと思われ、秀吉が大仏の解体を命じたのは事実だが、「自身の身すら守れない大仏が人びとを救えるはずもない」の部分は、実際に秀吉がそのような発言をしたかは不明である。秀吉ならそのようなことを発言するだろうとの憶測による、後付けの作り話の可能性もある(大仏に対して不敬なので、義演が書き記さなかった可能性もある)。ただ秀吉が損壊した大仏を目前に、大仏を取り壊すよう命じた事実は、当時かなりの衝撃をもって一般大衆に受け取られたようで、先述の「秀吉が怒りのあまり大仏の眉間に矢を放った」とする真偽不明の逸話のように、さまざまな風説が流布していたようである。なお東大寺が炎上し大仏が焼損した原因について、昨今の研究では松永久秀の故意ではなかった（偶発的なもの）ともされるので、秀吉は日本史上唯一の大仏の破壊を命じた人物である可能性がある。
秀吉は、夢のお告げと称して、損壊した大仏に代わり、新たに由緒ある信濃善光寺如来（善光寺式阿弥陀三尊）を移座して本尊に迎え、落慶法要を行うことを計画する。善光寺如来は武田信玄が上杉氏による戦災からの保護を口実として、寺ごと甲斐国に移転させていたので、当時善光寺如来は甲斐善光寺に安置されていた（一時期武田氏を滅ぼした織田氏によって善光寺如来は外部へ持ち出されるが、本能寺の変で織田氏が衰亡すると、如来を譲り受けた徳川家康によって甲斐へ返還された）。木食応其の尽力により、慶長2年（1597年）7月18日に善光寺如来が京に到着し、大仏殿に遷座された。善光寺如来は、大仏を取り壊した台座の上に宝塔(厨子のようなものか?)が造られ、そこに安置されたという。先述の同年5月23日の秀吉による初代大仏の解体の命令は、善光寺如来を安置するため、初代大仏を取り除け、その台座上に空いた空間を作ることが目的であったと考えられている。なお無傷であった光背はそのまま残されていたという。これ以後大仏殿は「善光寺如来堂」と呼ばれることになり、如来を一目拝もうとする人々が押し寄せるようになった。相国寺の僧西笑承兌は自身の日記の中で、方広寺の本尊が巨大な大仏から小振りな善光寺如来に替わったことは、天下人が織田信長から豊臣秀吉に替わったことの如くだと評した
。また大仏が慶長伏見地震という不慮の出来事で損壊したことを、信長が本能寺の変という不慮の出来事で落命したことにもなぞらえている。
秀吉は翌慶長3年（1598年）病に臥した。これは善光寺如来の祟りではないかという風説が京都民衆の間で広まったことで、同年8月17日、善光寺如来は信濃国の善光寺へ戻されることになった。しかし秀吉は8月18日に死去した。秀吉の死は外部に伏せられ、8月22日には本尊の無い大仏殿で、大仏殿の完成を祝う大仏堂供養が行われた。
秀吉が善光寺如来を無理矢理方広寺に移座させたことについて、宗教を軽視した彼の傲慢とされることもあるが、秀吉が甲斐国（山梨県）から善光寺如来を持ち出さなければ、今日まで如来は甲斐国（山梨県）に留め置かれていた可能性もあったので、如来が信濃国（長野県）に返還されたのは、（本来の思惑は別として）結果的には秀吉の功績とも言える。なお秀吉が持ち出し、返還したのは善光寺如来のみで、寺宝（最古とされる源頼朝の木像など）は甲斐善光寺に留め置かれた。秀頼の代には彼の寄進で信濃善光寺の伽藍の復興がなされたが、寛永19年（1642年）に火災があり烏有に帰した。
秀吉は、東大寺大仏殿を鎮護する手向山八幡宮に倣って、方広寺の鎮守社として八幡社を創立し、自身を八幡神として祀るよう遺言したとされる。慶長4年（1599年）4月16日に、朝廷から死去した秀吉に豊国乃大明神（とよくにのだいみょうじん）の神号が与えられた（『押小路文書』「宣命」）。『豊国大明神臨時祭礼御日記』によれば日本の古名である「豊葦原中津国」を由来とするが、豊臣の姓をも意識したものとされる。これを受け、八幡社は豊国神社に改称された。秀吉は神として祀られることになったために、仏式の葬儀は行われなかった。上述のように秀吉の死は秘匿されていたが、『義演准后日記』によれば秀吉の死の4日後の慶長3年（1598年）8月22日に行われた大仏堂供養には、事情を察して、多くの民衆が追悼のため方広寺に集まったという。
秀吉の死の前年の慶長2年（1597年）には方広寺門前に耳塚が築造された。これは朝鮮出兵（文禄・慶長の役）で戦功の証として討ち取った朝鮮・明国兵の耳や鼻を削ぎ、持ち帰ったものを葬った塚とされる。『義演准后日記』9月12日条には「高麗より耳鼻十五桶上ると云々、大仏近所に塚を築きこれを埋む、合戦日本大利を得と云々」とある。同年9月28日に耳塚で施餓鬼供養が行われたが、この施餓鬼供養は秀吉の意向に添って西笑承兌が行ったもので、京都五山の僧を集め盛大に行われたという。歴史学者の河内将芳は、秀吉が方広寺の門前に耳塚を築かせたのは、参詣者に巨大な耳塚を見せつけ、朝鮮出兵の戦果誇示を図る狙いがあったのではないかとしている。

### 2代目大仏の再建と豊臣家滅亡の原因になった方広寺鐘銘事件（京都大仏鐘銘事件）

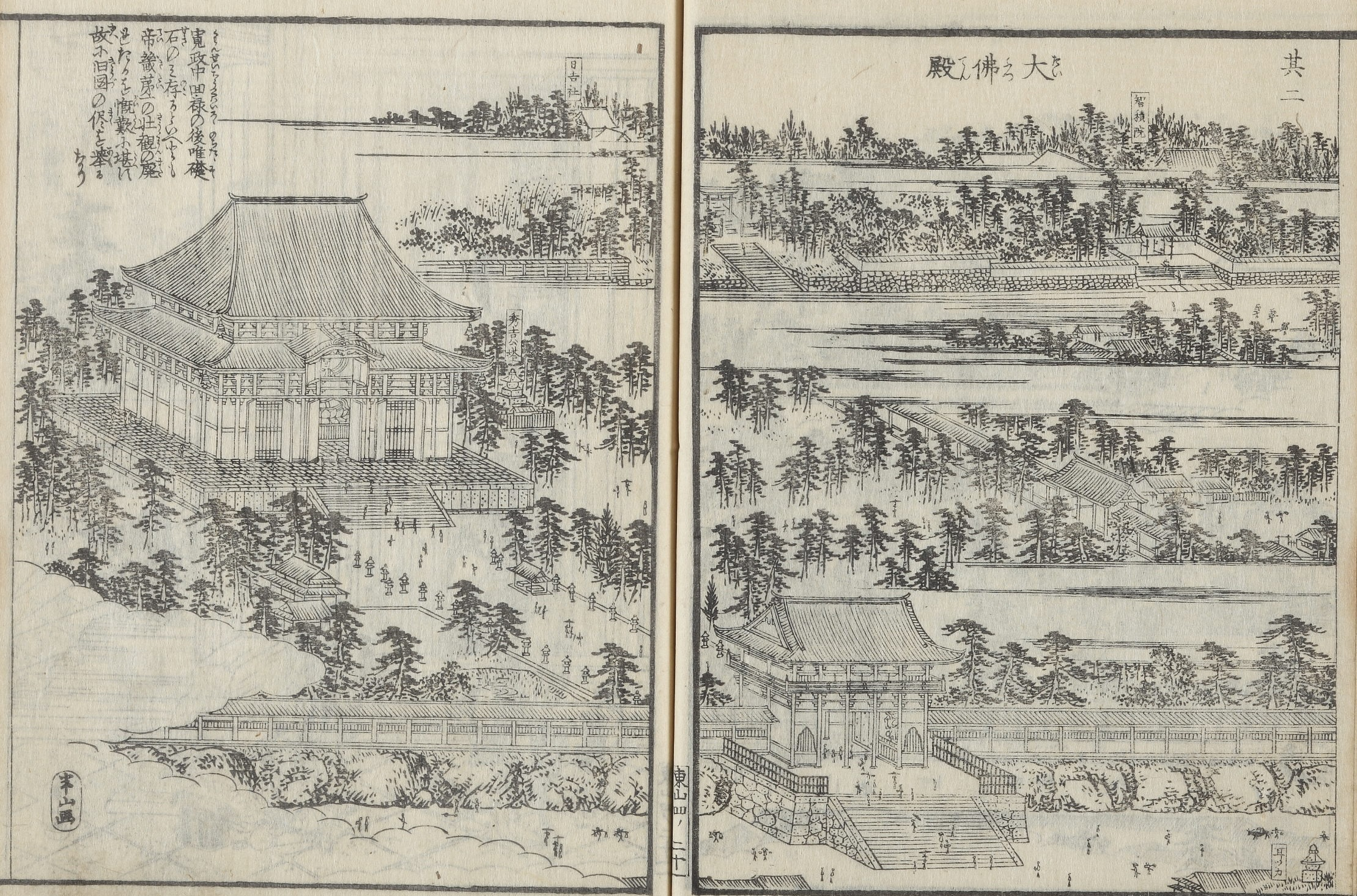
2代目方広寺大仏殿を描いた絵図（「東山名所図会」京都府立京都学・歴彩館 デジタルアーカイブ）

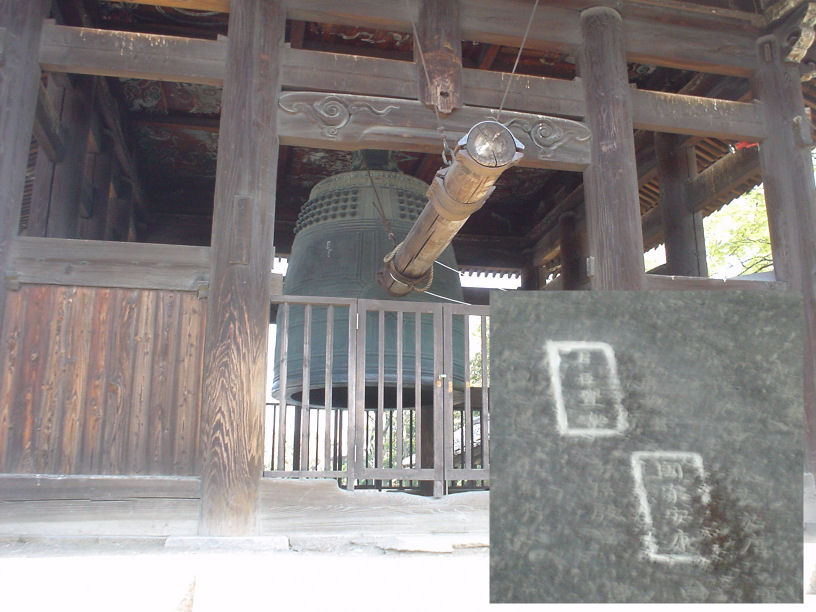
「国家安康」の梵鐘(重要文化財)とその銘文

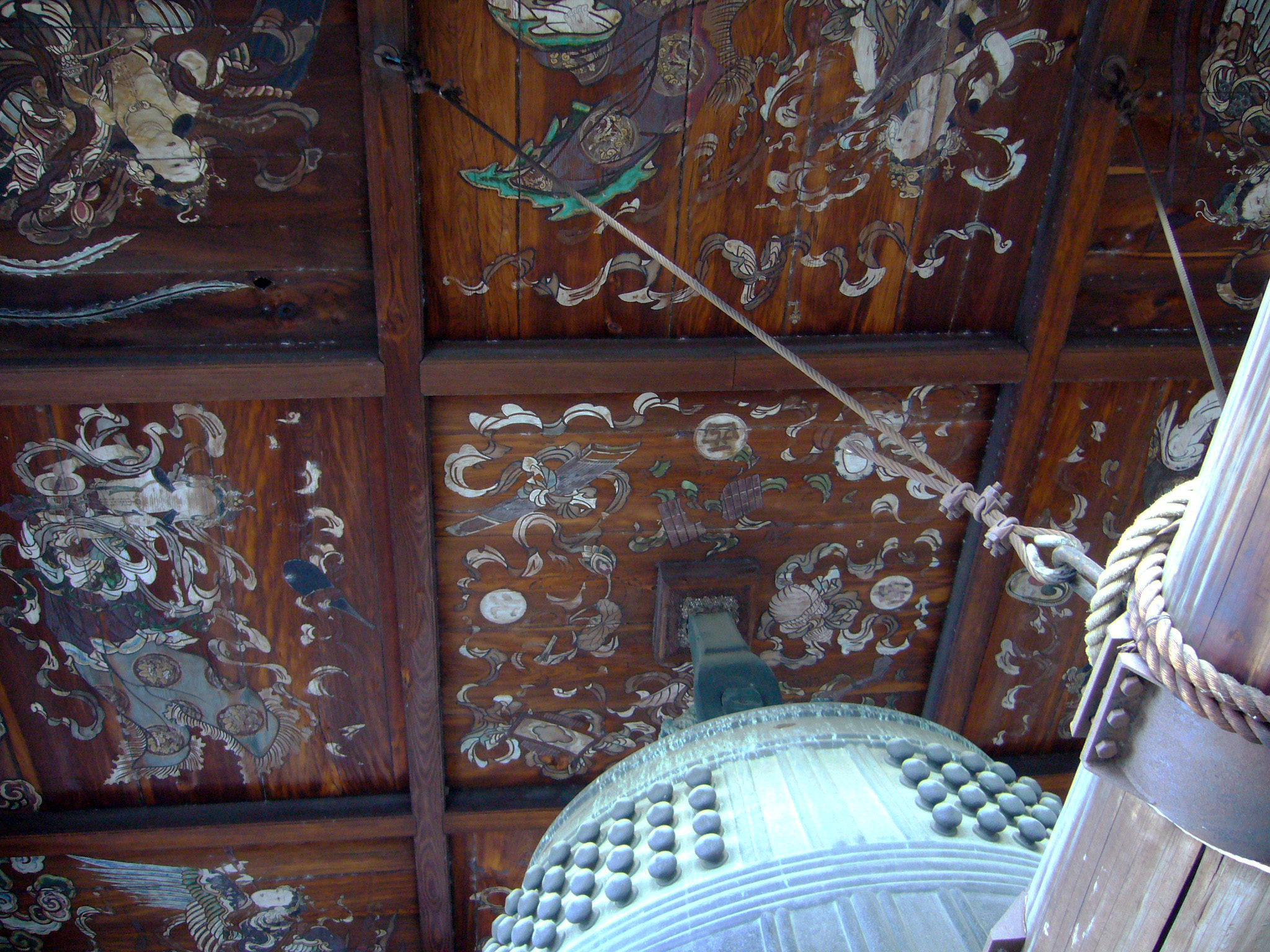
明治再建の鐘楼の天井画

秀吉没後の豊臣政権では、今度は耐震性のある銅製で大仏を再建することが企図され（ただしこの時豊臣秀頼はまだ10歳未満で、彼の意思によるかは不明である）、大仏の鋳造工事が行われていたが、慶長7年12月4日（新暦では1603年1月15日）に、鋳物師（いもじ）の過失により大仏の膝部分の鋳造を行っている際に出火し、大仏殿に引火して大火となる。これにより先に損壊した初代大仏のみならず初代大仏殿も滅失し、大仏・大仏殿の造立は振り出しに戻った。通常銅造の大仏と、木造の大仏殿を造立する場合、まず大仏を完成させた後に、大仏殿を築くものだが、この工事の際は大仏殿は既にあったので、既設の大仏殿の内部で大仏の鋳造工事を行っていたようである（『義演准后日記』『鹿苑日録』）。木造建築物の内部で鋳造工事を行うのは危険極まりない行為であり、起こるべくして起きた事故とも言える。ただし歴史学者の河内将芳は、火災の危険はあるが、風雨の影響を受けることなく大仏の鋳造工事を行うことができる利点もあったので、上記工事手法が採用されたのではないかとしている。『義演准后日記』には「日本六十余州の山木、ただ三時のあいだに相果ておわんぬ。太閤数年の御労功ほどなく滅しおわんぬ。(建材は日本各地から取り寄せたが、わずか6時間で焼失した。秀吉公の数年の苦労も水の泡となった)」と記録される。また日記の中で義演は、そもそもこのような事態になったのは、初めから耐震性のある良材で大仏を造立しなかったためだと批判している。なお『義演准后日記』によれば、この時の未完成の大仏は自重軽減のため、東大寺大仏のように全身純銅造でなく、頭部と腕は木造とした、銅造と木造の混構造で造立される予定であったという。
慶長12年（1607年）には、豊臣秀頼により、豊臣家家臣の片桐且元を奉行として、再び銅製大仏および大仏殿の再建が企図されるようになった。通説では、家康が秀頼に方広寺大仏・大仏殿の再建を勧め、それを豊臣方が受け入れて再建工事の運びとなったとされるが、それは豊臣家の財力を蕩尽させるための家康の謀略とされてきた。しかし歴史学者の河内将芳は、豊臣氏に大仏・大仏殿再建工事費を負担させたのは事実だが、「大仏再建は秀頼と徳川の共同事業で、徳川もかなりの労力を注いだ。幕府は大仏を豊臣一色とは認識せず、東大寺の代わりになるものとして重視したのではないか。」とし、豊臣と徳川の共同事業であったとしている。河内は『新大仏殿地鎮自記』に以下の記述があることをその証左としている。慶長15年（1610年）6月12日に義演を導師として大仏殿の地鎮祭が行われたが、この時のことを義演が著した書が『新大仏殿地鎮自記』である。その書では、工事の大檀那（発注者）について「前将軍昨年（慶長14年）当堂御再興を御下知す、造作料においては、右大臣豊臣朝臣秀頼御下行なり」とあり、先将軍の徳川家康が大仏殿再建の命令を発し、工事費は豊臣秀頼が負担することになっていた。また工事の棟梁については「番匠大和守（中井正清） 前将軍御大工なり、ことごとくみなこの大工がままなり」とあり、家康お抱えの大工中井正清が工事の全てを取り仕切ることになっていた。上記の記述より河内は、大仏再建にかかる費用は豊臣氏が負担するが、大仏・大仏殿再建工事そのものについては徳川氏が主導権を握ったとしている。
大仏・大仏殿再建工事について、まず大仏の鋳造がなされたと考えられている。しかしそれについては、後述の大仏殿再建工事と異なり、史料に乏しく詳細は不明である。2代目大仏は銅造であるとするのが定説であるが、東大寺大仏のように全身純銅造であったのか、もしくは事故で未完成のまま焼失した従前の大仏の計画のように、銅造と木造の混構造であったのかは定かでない。
2代目大仏殿再建工事で棟梁を務めたのは、上述の通り、家康が派遣した中井正清である。中井正清は江戸城や駿府城など、各地の城郭建築や、徳川氏関係の重要な建築工事を多く担当しており、当時大工として大変高名な人物であった。再建された2代目大仏殿の指図（設計図）は中井家に伝来しており、発掘調査の成果等も合わせて、（初代大仏殿と異なり）2代目大仏殿はおおよその全貌の把握が可能である。
大仏殿の立柱工事は慶長15年（1610年）8月22日から行われ、慶長17年（1612年）1月29日から大仏殿に屋根瓦を葺く作業が始まった。慶長17年（1612年）中に2代目大仏殿はほぼ完成し、工事着工から2年足らずという異例の速さで大仏殿の再建が完了した。
方広寺大仏・大仏殿の再建が完了したため、落慶供養の段取りを進めることになった。段取りは片桐且元が進め、武家間では京都所司代の板倉勝重や、徳川家康との協議がなされた。しかし落慶供養は武家側だけで決定できるものではなく、朝廷や公家・寺社勢力との協議も必要であった。
慶長19年（1614年）には梵鐘が完成し、片桐且元は、南禅寺の禅僧文英清韓に命じて銘文を起草させ、梵鐘に銘文を入れた。『本光国師日記』によれば、家康が「梵鐘の銘写」と「大仏殿の棟札の案」に目を通したのは、8月5日であるという。鐘銘文については、長々と文を書き連ねてあること、さらに自身の諱（家康）を銘文に書き入れたことを家康は問題視し、棟札については、先例に倣っていないことと、自身の派遣した大工棟梁中井正清の名が棟札に記されていないことを問題視したと『本光国師日記』に記されている（『本光国師日記』 には、家康の諱を入れたことを問題視したとあるが、通説で言われるような、諱を「家」と「康」に割いたことに対しての言及は見られない）。こうして方広寺鐘銘事件発生の運びとなり、大坂の陣へと繋がっていくが、それについては方広寺鐘銘事件の記事を参照のこと。なお歴史学者の河内将芳は、以心崇伝が著した『本光国師日記』に、以下のような通説とは逆の記述があることを指摘している。 以心崇伝が板倉勝重に宛てた書状（8月22日条）には「文言以下の善悪、市（片桐且元）存ぜられざることも、もっともとの御諚」「鐘をば銘をすりつぶしそうらえとの御内証」とあり、鐘銘文は重大な問題だが、片桐且元に責任はなく、梵鐘から問題の銘文をすりつぶせば良いとの家康の内意があったとしている。

### 大坂の陣の後から3代目大仏の焼失まで

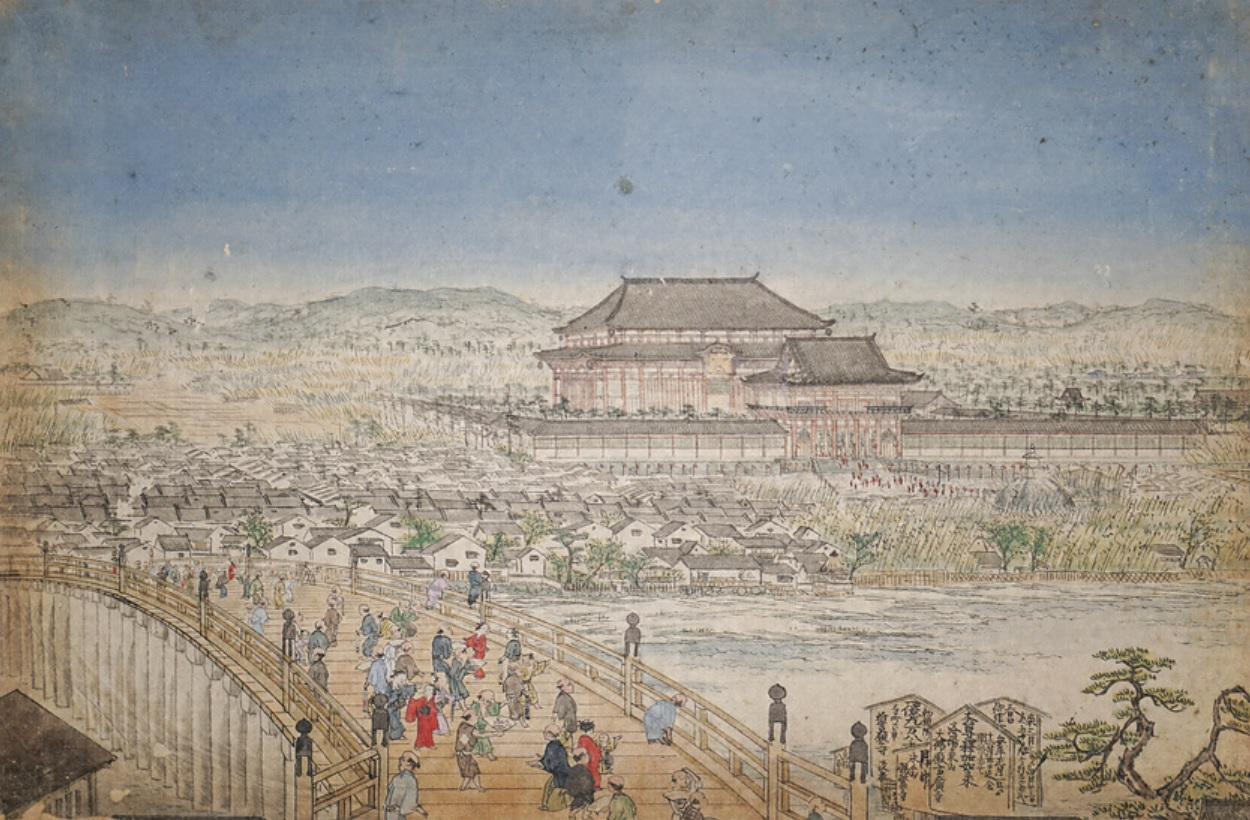
円山応挙作「五条橋大仏殿眺望図」。五条大橋と方広寺大仏殿が描かれている。観相窓から大仏が顔を覗かせている。

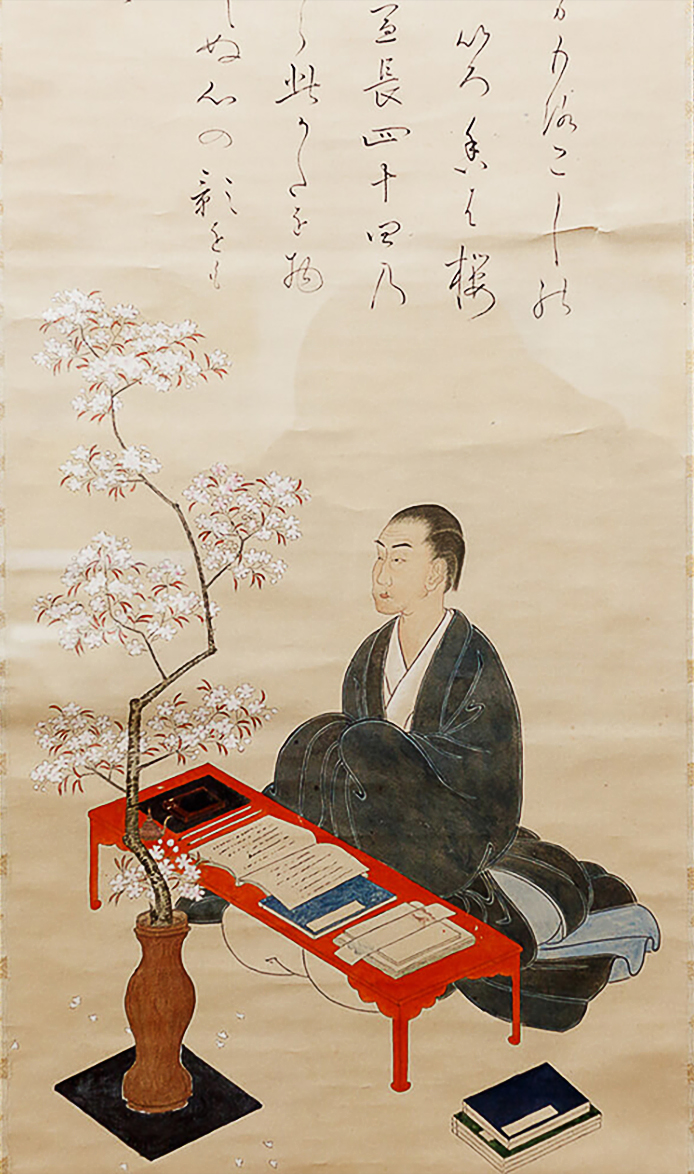
本居宣長像。江戸時代中期には、京都（方広寺）と奈良（東大寺）に大仏と大仏殿が双立していた。本居宣長は双方の大仏を実見し、感想を日記に書き残した。宣長の感想からも、方広寺大仏の方が、東大寺大仏より高さが上回っていたことが窺える。

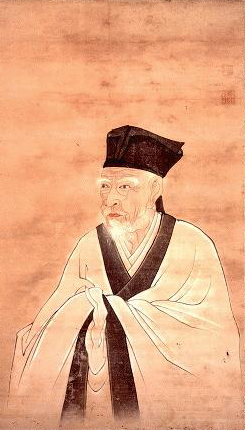
雨森芳洲像。第9回朝鮮通信使一行は、秀吉の造立した寺であるとして、方広寺での饗応を拒絶した。一行に随行していた雨森芳洲は一行の感情を理解しつつも、日本側の外交官という立場から調停に努めた。

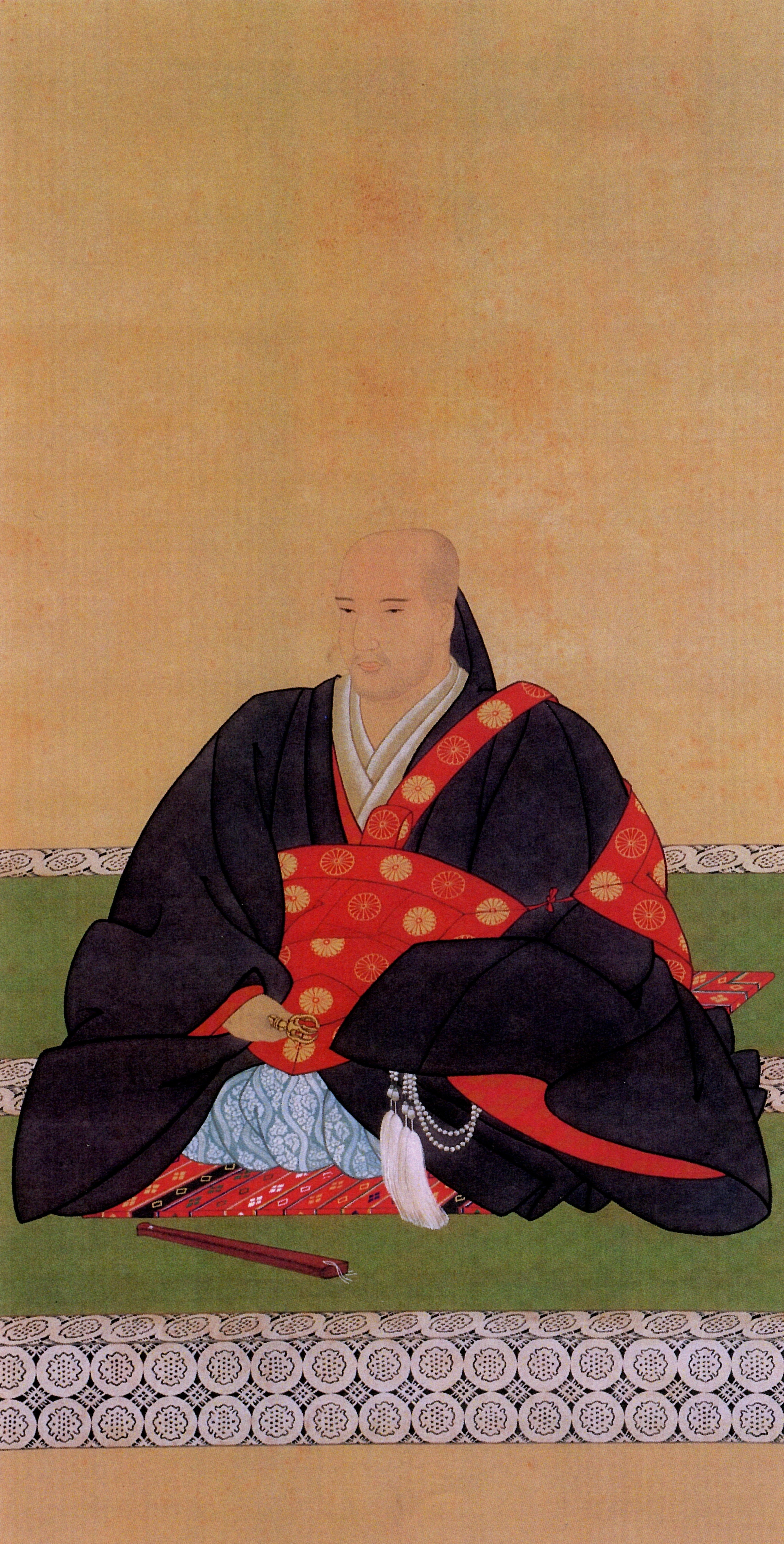
江戸時代に方広寺を管理下に置いていた妙法院の門主 真仁法親王像(妙法院蔵)。真仁法親王の門主在任中に方広寺大仏及び大仏殿が落雷で焼失してしまった。大仏再建に尽力するが、以降往時と同様の規模のものが再建されることはなかった。心労が祟ったためか、文化２年(1805年)に38歳で薨去。薨去の直前に、重体の病床の中から、大仏再建を求める嘆願書を江戸幕府へ提出している。

大坂の陣の後も方広寺は残されたが、方広寺境内に組み込まれていた三十三間堂共々、妙法院の管理下に置かれた。妙法院門主が方広寺住職を兼務するようになったのは元和元年（1615年）からで、これは大坂の陣で豊臣氏が江戸幕府に滅ぼされたことを受けての沙汰である。元和元年（1615年）8月18日には、豊国大明神の神号を剥奪された秀吉の霊が、「国泰院俊山雲龍大居士」と名を変えられて、廃された豊国社本殿から大仏殿後方南に建立された五輪塔に移された。この石造五輪塔は現在の豊国神社境内宝物殿裏に馬塚として遺る。当時の史料ではこれを「墳墓」としている（『妙法院文書』）。なお「国家安康」の鐘について、江戸時代においては懲罰的措置として、鐘楼を撤去の上、地面に置かれ鳴らないようにされていたとの俗説があるが、それは誤りである。方広寺大仏殿は四方を回廊に囲まれていたが、鐘楼は南側の回廊外（現在の京都国立博物館 の噴水の近辺）にあった。このことは名所図会や、花洛一覧図などの江戸時代の方広寺境内を描いた絵図からも確認できる。「国家安康」の鐘が地面に置かれていたのは、明治時代の前半期のみで、これは明治新政府の廃仏毀釈の政策(恭明宮造立の為とも)により方広寺寺領の大半が没収され
、没収地にあった鐘楼が取り壊され、残った方広寺寺領に鐘が移設された為である。その後しばらくは地面に置かれ、雨ざらしとなっていたが、明治17年（1884年）に鐘楼が再建され、今日に至っている。
元和2年（1616年）にイギリス商館長のリチャード・コックスが方広寺を参詣した。コックスはその感想として、大仏・仁王像などその全てが賞賛に値すると日記に記した。また日記には「楼門（仁王門）の内部には両側にそれぞれ１頭の巨大な金箔を押した獅子の像が、またその楼門の外側にも両側にそれぞれ勇猛な姿に造られた巨人の像（仁王像）が一体ずつ立っていた」とする記述があり、方広寺仁王門には現存の東大寺南大門と同じく、外部側に仁王像が、境内側に狛犬像が安置されていたことが分かる。
元和5年（1619年）には2代将軍徳川秀忠の命令で、京都のキリシタンが多数、火あぶりで処刑された（京都の大殉教）。宣教師ジラン・ロドリゲスの著したイエズス会年報には「ミヤコの東部を囲み南に向かって流れる川（鴨川）の近くに処刑のための十字架を立てた。十字架は有名な大仏に向かいあっていた。この大仏というのは、最も大きな寺院で、日本で最大で、最も豊満な仏である。」という記事があるが、上記より、キリシタンの処刑は、方広寺門前の正面橋近辺で行われたと考えられている。殉教者は大仏に向かいあうように磔にされて、火刑に処された。正面橋東詰には「元和キリシタン殉教の地」という碑が建てられている。聖母女子短期大学教授の三俣俊二は、キリシタンを通常の刑場でなく、大仏門前で処刑したのは、彼らに対するせめてもの情けだったのではないかとしている。
時は下って寛文2年（1662年）に地震(寛文近江・若狭地震)が方広寺を襲う。5月1日(新暦では6月16日)に寛文近江・若狭地震が発生し、京都全域に大きな被害をもたらしたが、この地震で2代目大仏が損壊したとするのが通説である。ただし地震発生前から経年劣化などで既に2代目大仏は損壊しており、建て替えのため2代目大仏を解体していた最中に地震に遭遇したとする異説もある（上記説の根拠は浅井了意の『かなめいし』の記述に基づく）。2代目大仏から3代目大仏への建て替えの経緯については、何があったのかの記録史料が非常に混乱、錯綜しており、不明確な点が多いが（京の大仏の記事を参照のこと）、2代目大仏は取り壊され、寛文7年（1667年）に木造で3代目大仏が再興された。大仏殿は引き続き、豊臣秀頼の代に造立された2代目大仏殿を使用していた。
取り壊された2代目大仏の躯体の銅材は、それを銭貨にし貨幣流通量を増やすべしとする、松平信綱による時の将軍徳川家綱への建議に基づき、亀戸銭座に運び込まれ、寛永通宝(文銭)の鋳造に用いられたという風説が流布した（新寛永(文銭)項目も参照）。この風説の真偽については、以下の説がある。江戸文化研究者の三田村鳶魚は「大仏躯体の銅材を銭貨にした」とする逸話は作り話としている。その逸話は享保年間以降の史料から散見されるようになり、寛文年間の史料にはその記述が見られないこと、文銭の生産量から考えて大仏躯体の銅材では量が少なすぎて、それを賄いきれないことを根拠とする。よって松平信綱の建議とする逸話も作り話であるとする。また『日本新永代蔵』で紹介される「大仏躯体の銅材は競売に掛けられたが、商人は皆恐れ多いとして落札しようとしなかった。しかし大坂の中島屋が落札し、それを元手に巨万の富を得たが、人々から罰当たりだとして指弾された」との逸話から、大仏躯体の銅材は銭貨にされたのではなく、商人に払い下げられたのではないかとしている。経済学者・貨幣史研究者の三上隆三は、「大仏躯体の銅材を銭貨にした」話は真実であるとしている。ただし三上は、大仏躯体の銅材を貨幣鋳造の原料に再利用されたとしても、寛文期の鋳銭の材料すべてを賄う量ではなかったとしており、寛永通宝(文銭)の原料は全て大仏躯体の銅材で賄われたとする風説は誤りとしている。日本銀行金融研究所は上記風説の真偽について、寛永通宝(文銭)の原材料の化学的な成分分析の結果、大仏の鋳造がなされた秀頼期のものとは原材料の産出地が異なるとして、「たとえ鋳銭の原料に方広寺大仏を用いたとしても、それは(生産された文銭全体の割合からみれば)ごく一部に過ぎなかったと判断できる」との結論を出している。
上述のように「大仏躯体の銅材を銭貨にした」か否かについては諸説あり真偽は不明である。しかし真偽は別として、この風説は人々に広く知られており、文銭は大仏の化身であるとしてお守りとしても使用されたほか、文銭を鋳潰して、仏像・仏具にすることも行われたという。
戦国時代に兵火で損壊していた東大寺大仏も江戸時代中頃に再建が行われた。貞享元年（1685年）、公慶は江戸幕府から勧進（資金集め）の許可を得て、東大寺大仏再興に尽力し、元禄5年（1692年）に大仏の開眼供養が行われ、宝永6年（1709年）東大寺大仏殿が落慶した。方広寺2代目大仏殿の設計図は今日現存しているが、それと現存する東大寺大仏殿を見比べると、間口（建物の横幅）が減じられていること以外はほぼ建物の外観が瓜二つであることが分かる。このことから現存の東大寺大仏殿は方広寺2代目大仏殿を手本に設計されたとするのが通説である。また上記の根拠として以下もある。東大寺大仏殿内部に設けられている売店の上方の壁に、江戸時代の東大寺大仏殿再建にあたり作成された設計図面である、巨大な「東大寺大仏殿建地割板図」が飾られている。上記は経年劣化のため図面が読めなくなっていたが、赤外線撮影による調査を行った所、大仏殿の計画が間口11間から7間に縮小する以前の（江戸時代に東大寺大仏殿を再建するにあたり、資金不足や建材不足のため設計変更がなされ、大仏殿の規模が縮小された）、当初設計図面であることが判明した。上記図面は現存の東大寺大仏殿の意匠・構造よりも、より方広寺大仏殿のそれに近似しており、建築史学者の黒田龍二は「（東大寺大仏殿建地割板図は）方広寺大仏殿を参考に東大寺大仏殿再建のための雛形として描かれたと考えるのが妥当である」としている。
宝永6年（1709年）から寛政10年(1798年)までは、京都(方広寺)と奈良(東大寺)に、大仏と大仏殿が双立していた。江戸時代中期の国学者本居宣長は、双方の大仏を実見しており、感想を日記に残している(在京日記)。方広寺大仏については「此仏(大仏)のおほき(大き)なることは、今さらいふもさらなれど、いつ見奉りても、めおとろく(目驚く)ばかり也」、東大寺大仏・大仏殿については「京のよりはやや(大仏)殿はせまく、(大)仏もすこしちいさく見え給う」「堂(大仏殿)も京のよりはちいさければ、高くみえてかっこうよし[東大寺大仏殿は方広寺大仏殿よりも横幅(間口)が狭いので、視覚効果で高く見えて格好良いの意か？]」「所のさま(立地・周囲の景色)は、京の大仏よりもはるかに景地よき所也」としている。また両者の相違点として、東大寺には大仏の脇に脇侍が安置されている点を挙げており、方広寺大仏には脇侍はなかったようである。
江戸時代には、方広寺を巡る日本側と朝鮮側の歴史認識の相違などから、トラブルを生んでしまったことがある。享保4年（1719年）の第9回朝鮮通信使は、江戸幕府の組んだ旅程に方広寺大仏（京の大仏）の拝観と、そこでの饗応の予定が組まれていたが、朝鮮通信使一行は、方広寺は秀吉の造立した寺であること、また秀吉の朝鮮出兵における朝鮮の戦死者の耳鼻を埋葬した耳塚が門前にあることを理由に、訪問を拒絶した。一行に随行していた雨森芳洲は、「現在の方広寺は徳川の世（江戸幕府成立後）に再建されたもので、豊臣秀吉とは無関係である」との弁明を行ったが、詭弁だとして一蹴されてしまった。この時の双方の歴史認識を巡る議論は丁々発止なものとなり、芳洲は怒りをあらわにし、鬼のような形相で、日本側の主張を熱弁したという。方広寺での饗応を巡るトラブルは、朝鮮側の正使と副使が饗応に儀礼的に参加し、他の一行は不参加とする、饗応の間は耳塚に囲いを設けて見えなくするということで最終決着が着いた。第10回朝鮮通信使以降は、方広寺が旅程に組み込まれなくなった。なお芳洲の上記の弁明は、日本側の外交官としての立場上行ったもので、芳洲の意に反したものであったようである。後に芳洲が著した『交隣提醒』では、方広寺での饗応を計画したことは、朝鮮通信使一行に無配慮であったとしている 。またその著作の中で芳洲は、方広寺での饗応の目的は、江戸幕府が一行に巨大な方広寺大仏・大仏殿を見せつけ国威発揚を図る狙いがあったと思われるが、日本の一般大衆に「方広寺は秀吉の寺」と認知されているにもかかわらず、「方広寺は秀吉と無関係」とする嘘を重ねた事で朝鮮通信使一行の感情を逆撫でしてしまったこと及び、仏の功徳は大小によらないのに巨額な財を費やして無益な大仏を作ったと、一行に嘲られる事につながってしまったことを批判している。なお朝鮮通信使の旅程に方広寺が組み込まれた経緯について、芳洲は日本側の国威発揚が狙いではないかとしているが、寛永20年(1643年)の第5回朝鮮通信使一行が方広寺大仏の拝観を希望し、それ以降慣行化したためではないかとする反論もある。九州国立博物館は膨大な対馬宗家文書を所蔵しているが、その中に松平信綱から対馬藩主宗義成への書状があり、「朝鮮通信使が京へ着いた際に大仏見物をしたいとのこと。将軍の耳に入れたところ、許可を得たので通信使に伝えるように。また京都所司代にも伝えた。」と書き記されている。上記が第5回朝鮮通信使一行が方広寺大仏の拝観を希望したことの証左とされる。ただ第5回朝鮮通信使一行は、方広寺大仏を発願したのが秀吉だということを知らずに、大仏見物を希望した可能性もある。
寛文年間に再興された木像の方広寺3代目大仏は、従前の大仏よりも長命であったが、寛政10年（1798年）の旧暦7月1日
（新暦では8月12日）の深夜に大仏殿に落雷があり（2日に日付が変わってから落雷があったとする史料もある）、それにより火災が発生し、翌2日まで燃え続け、2代目大仏殿と3代目大仏は灰燼（かいじん）に帰した。火災による大仏殿からの火の粉で類焼も発生し、仁王門・回廊も焼失した。落雷による焼失の過程は大田南畝著とされる『半日閑話（街談録）』や、平戸藩藩主の松浦清が著した『甲子夜話』に記述されるほか、絵図資料として『洛東大仏殿出火図』（国際日本文化研究センター所蔵）があり、それは大仏殿が落雷で焼失した過程を、時系列に沿って絵図にして記録してある。『半日閑話（街談録）』には「(大仏は)御鼻より火燃出、誠に入滅の心地にて京中の貴賎、老若、其外火消のもの駆け付け、此時に至りいたし方なく感涙を催し、ただ合掌十念唱えしばかり也」とあるほか、「衆口斉唱南無仏」と記録した史料もあり、それらによれば、焼けた柱棟が堂内に落下して3代目大仏像に寄りかかり、大仏は鼻から出火。火災現場に集まった僧侶・火消・京都民衆達は、恐らく大仏殿外部から扉・観相窓越しに、焼け落ちゆく大仏を目撃して、涙を流し、合掌をし、「南無（毘盧遮那）仏」と何度も唱えながら、3代目大仏の最期を見届けた。なお治承4年（1181年）の平家による南都焼討での東大寺大仏殿火災では、大仏殿に取り残された者や、東大寺大仏に殉じて炎に飛び込んだ者が落命したとするが、方広寺大仏殿の火災では幸いなことに、そのような人的被害(死者)は記録されていない。ただし消火活動中に高所から落下して、負傷した者があったという。
『甲子夜話』によると方広寺大仏殿焼失の経過は以下の通りである（方広寺大火を記録した史料ごとに、時系列に若干の相違がある点は留意の事）。それは東福寺の僧印宗より聞いた話としている。7月1日夜は雷鳴がとどろいていたが、落雷は2日八つ時（午前1時）にあり、大仏殿の北西隅に落ちたとする。消火が追い付かず、2日の朝六つ半（午前5時半）過ぎ頃、（屋根に火が回ったためか）屋根瓦の一部が落ち、火の勢いがますます盛んになったが、組物や垂木は直ぐには焼け落ちなかった。しかし屋根材の堂内への落下が起こり始め、この頃大仏は燃えたとする。この時の方広寺大仏殿から立ち上る炎は東福寺からも見えたという。大仏殿に落雷があってから雨が降り始めたとし、それは大変な豪雨であったが、大仏殿屋内側で火が燃え広がってしまったので火の勢いを弱めることはできなかったとする。朝五つ時（午前6時半）頃に雨が小降りになり、四つ時(午前9時)頃に雨が止んだ。四つ半（午前10時半）頃に大仏殿の屋根が焼け落ち、九つ半(午後1時)過ぎには大仏殿が崩れ去ったとしている。ただ大仏殿が崩れ去った後も直ぐに鎮火とはならず、完全な鎮火までには時間を要したという。なお『甲子夜話』を著した平戸藩藩主の松浦清はその著作の中で、方広寺大仏が焼失したことについて、釈迦の入滅時にはその亡骸から火が自ずと出火して、焼き尽くしたとも言われているので、今回の落雷で大仏が焼失したことは、人知を超えた出来事で仏力によるものなのだろうとの感想を述べている。
落雷による火災の初期消火に失敗した原因について、旧暦1日は新月となるが、落雷のあった7月1日から2日にかけての夜は新月で暗闇が消火活動の妨げになったとされるほか、方広寺の防火管理体制に問題があったとする説もある（焼失の詳しい経緯は京の大仏の記事を参照のこと）。
長沢芦雪は『大仏殿炎上図(個人蔵)』と題される、方広寺大仏殿が炎上する様を描いた抽象的な絵を残している。落款に「即席漫写 芦雪」とあり、実際に方広寺大仏殿が焼け落ちゆくのを眺めながら、それを描いたとされる。
当時京都のランドマークになっていた大仏の焼失は、人びとに衝撃を与えた。京都に伝わる「京の 京の 大仏つぁんは 天火で焼けてな 三十三間堂が 焼け残った ありゃドンドンドン こりゃドンドンドン 後ろの正面どなた」というわらべ歌はこの時の火災のことを歌っている。水木しげるの『幽霊画談』では、大仏の焼失後、大阪の寺町の松の茂みが、往時の大仏を彷彿とさせると、大仏を懐かしむ民衆の間で口こみが広がり、当地は訪問者で連日賑わったとの逸話が紹介されている（「仏の幽霊」）。「仏の幽霊」の出典は『絵本小夜時雨』の「樹木仏像に見ゆ」で、「樹木仏像に見ゆ」の論考は『百鬼繚乱 江戸怪談・妖怪絵本集成』に掲載がある。「樹木仏像に見ゆ」には大仏に見えた松の繁みが大坂寺町のどこにあったかが記述されていないが、他の史料にも当該松の茂みについて記録したものがあり（『摂陽奇観』）、それによれば真言坂（生國魂神社から北へ下る坂道）の南とされる。なお『摂陽奇観』には当該茂みを夜分に見れば大仏に見えるので、夜分に賑わったとある。また上記との関連は不明だが、『大和怪異記』には方広寺大仏が焼失した同時刻（7月2日の未明）に大坂に大仏（の霊？）が出現したという記述がある。このことについて歴史学者の江馬務は「大仏の一念が創立者秀吉の縁故の大坂にとどまっていたゆえであろうか」と述べている。
方広寺を管理していた妙法院の、時の門主の真仁法親王は、大仏を焼失させてしまったことに管理者として罪悪感を抱いていたとされ、焼失の翌日より毎日大仏の焼跡に参詣して供養を行い、大仏再建の御祈祷を行い、自身の食事量も減じて、大仏に対し懺悔の意を表した。

### 3代目大仏の焼失後から現在に至るまで

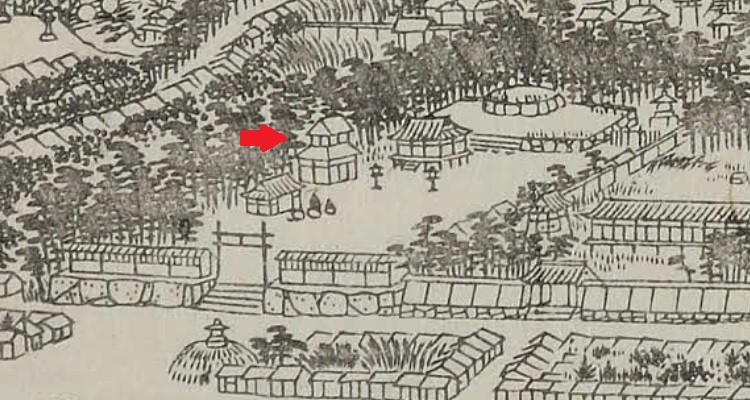
文久2年(1862年)の方広寺境内の絵図。赤矢印で指し示す建物が3代目大仏殿。2代目大仏殿の基壇と3代目大仏の台座は再建を見越して残されている。3代目大仏殿とは別に、基壇跡前方に建つ建物は、現在の方広寺本尊である、往時の大仏の1/10サイズの模像とされる盧舎那仏坐像を安置していた堂か？(現存せず)
(「再撰花洛名勝図会」文久2年(1862年)作。(立命館大学ARC古典籍データベース 一部改変)

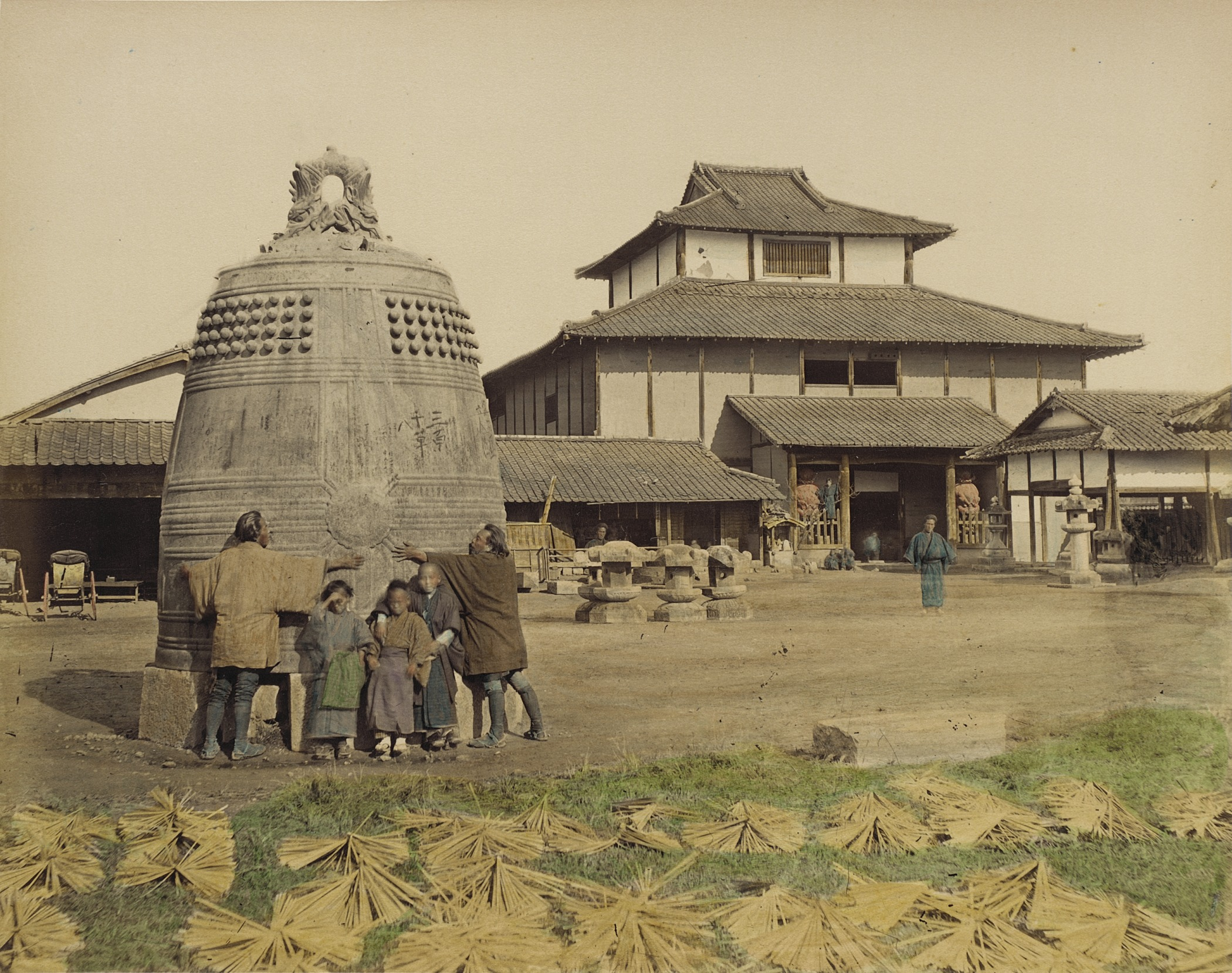
明治期撮影 規模を縮小して再建された3代目大仏殿(1973年焼失)と梵鐘。 大仏殿の入り口に頭部のみの仁王像が置かれる(1973年焼失)。先述のように「国家安康」の梵鐘が地面に置かれているのは、明治新政府により方広寺境内の大部分が収公され、収公地にあった鐘楼が取り壊され、残った寺領に梵鐘が移設されたためである。「方広寺鐘銘事件（京都大仏鐘銘事件）」の懲罰的措置として、江戸幕府によって鐘楼が壊され、梵鐘が地面に置かれ鳴らないようにされていたとする俗説は誤り。(ロサンゼルス・カウンティ美術館所蔵)

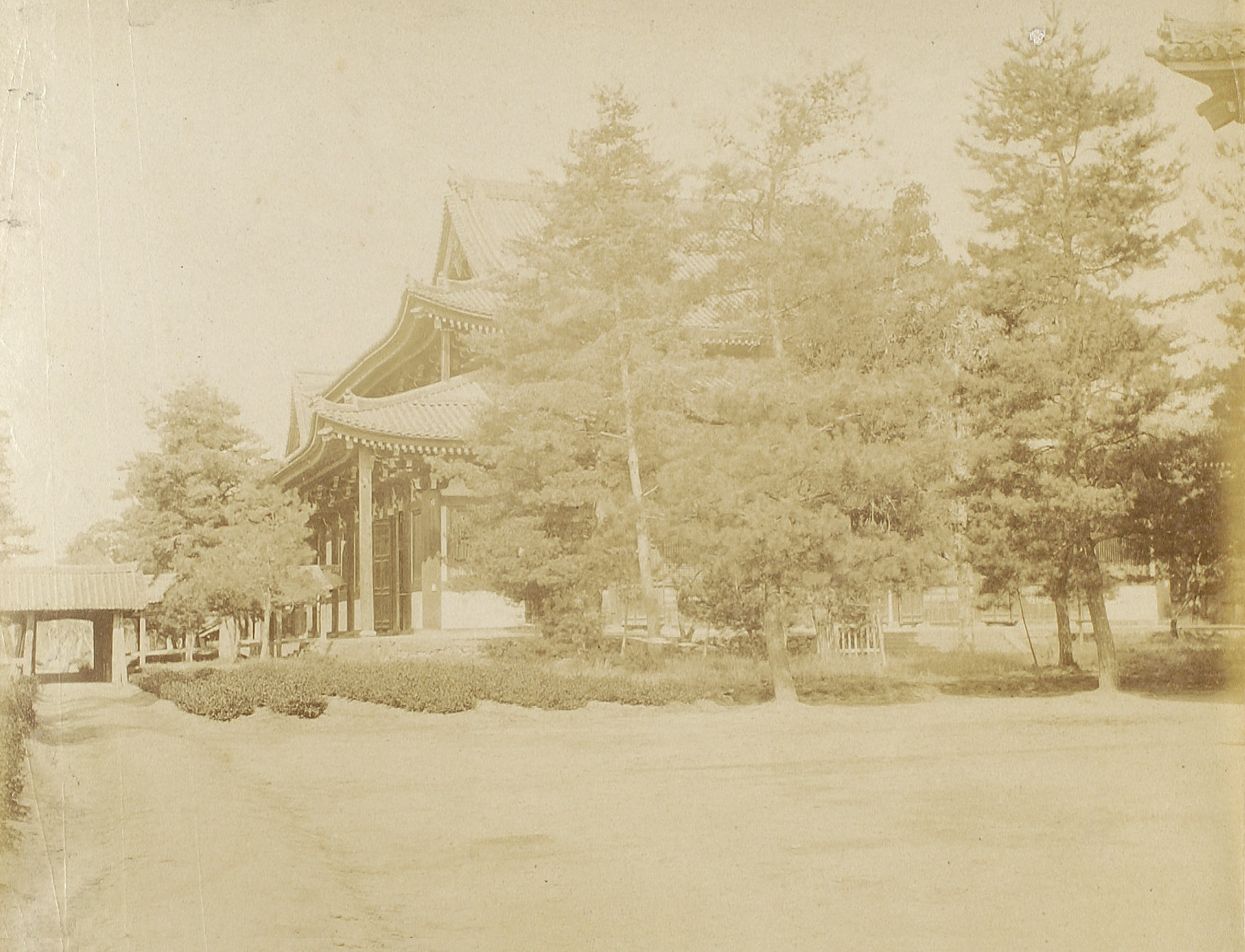
[参考]明治初頭に焼失した東福寺仏殿（京都府立京都学・歴彩館 京の記憶アーカイブ）。仏殿には身の丈五丈の大仏（五丈は立ち上がったと仮定した場合の寸法で、実際は二丈五尺（7.5m）とされる）が安置されていたが、『甲子夜話』には方広寺3代目大仏が焼失したことで、図らずも東福寺大仏が京都一の高さの像になったことが述べられている。ただし方広寺4代目大仏の像高は約14mとされているので、4代目大仏再建後は再度京都一の高さの像は方広寺大仏に戻ったと思われる。

大仏及び大仏殿全焼後、まず灰塵の清掃作業が行われた。『甲子夜話』には火災から数日後に火災現場を訪れた東福寺の僧印宗の話が記録されている。印宗によると火災現場には仮屋が2棟建てられ、そこに大仏殿の柱の鉄輪、その他諸々の巨金物が運び込まれたという。積まれたものは丘陵のようであったという。またかつて大仏があったと思われる場所に、台座(石座)が表れた。その仕様について「縦横十間ばかりと見ゆる円形なる石垣の、高さ二間ほどづゝなるを三段に築たり」としている。大仏の台座(石座)は何らかの他の部材で蓮弁の装飾が施されていたと考えられているが、その装飾で石座は覆い隠され、焼失前は人目に触れることがなかった。そのため印宗は「堂跡の灰塵を除けたれば、平坦と覚しきに是はいかに」と現場の者に質問した所、「ここは仏坐の下、蓮台の中の地形」との回答を受けたという。
文化元年(1804年)には現在の方広寺本尊である、往時の大仏の1/10サイズの模像とされる盧舎那仏坐像(座高約2m)の、開眼供養が行われた。この像は3代目大仏焼失後に開眼供養が行われたため、3代目大仏の模像とされるが、豊臣秀頼造立の2代目大仏の模像であるとする伝承もある。本尊胎内銘の調査がなされたことはないため、正確な造像年代は分からず、大仏焼失後に造像され開眼供養がなされたのか、もしくは大仏焼失前から存在していた往時の大仏の模像だが、大仏焼失のためそれに代わる存在として開眼供養がなされたのかは不明である。時同じくして仮本堂も落慶し、そこに上記の盧舎那仏坐像が安置された。この時の仮本堂は現存していない。
文政13年(1830年)は3代目大仏の三十三回忌に当たるので、遠忌供養が行われた。しかし何の因果か、同年の3代目大仏の命日(焼失日)にあたる旧暦7月2日に文政京都地震が発生した。『甲子夜話』によると、この地震で大仏跡の台座が残らず崩れたという。妙法院に残る史料によれば、寛政年間の段階で3代目大仏・2代目大仏殿はかなり経年劣化が進んでいたとされており、仮に寛政10年(1798年)の落雷での焼失を免れていたとしても、文政13年（1830年）のこの地震の揺れに耐え抜けたかは定かでない。この地震ののち京都市街は、1854年の安政南海地震、1927年の北丹後地震の被害に見舞われているが(いずれも震度5程度とされる)、3代目大仏・2代目大仏殿が今日まで伝世するには、上記の地震を耐え抜く必要があった。なお文久2年（1862年）作の『再撰花洛名勝図会』には方広寺の境内図が掲載されているが、それには大仏跡の台座が描かれている。この絵図に誤りがないとすれば、地震後に崩れた台座の復旧工事がなされたものと思われる。
江戸時代後期には方広寺を管理していた妙法院により大仏・大仏殿の再建が企図され、宝物の開帳を行い資金集めを行うなどするものの、往時と同様の規模のものが再建されることはなかった。こうした事態を憂い、尾張国(現在の愛知県西部)の商人を中心とする有志が、上半身のみの木造の仮大仏像(4代目大仏)を造り、寄進した。落慶は天保14年（1843年）とされる。尾張商人による寄進の経緯は以下の通りである。名古屋方面より三木棟工郎、水谷清八、伊藤与八、花屋利八、尾張屋市蔵の5名が、方広寺を管理する妙法院に挨拶のため参上し、講が結成された。その後大仏造立の申し出があり、資金調達のため名古屋の栄国寺で、妙法院より宝物の貸与を受け、天保12年(1841年)に出開帳を行うことになった。天保造立の4代目大仏の頭部は名古屋で先行して作られ、栄国寺で公開されたという。出開帳を知らせる立札は、尾張国に29ヶ所、三河国・伊勢国・遠江国・駿河国に各18ヶ所も立てられ宣伝されたほか、出開帳の期間も当初より会期延長が図られた。尾張商人が方広寺大仏再建に積極的だったのは、尾張国が、大仏を発願した豊臣秀吉 の故地(出身地)ゆえとも言われる。出開帳等の結果、仮大仏造立の用材を調達でき、先行して作られた大仏頭部と合わせて、船で大坂を経由して、方広寺へ運び込まれた。落慶した4代目大仏の像容(容姿)について、従前の大仏と異なり、民衆の手で造立され、著名な仏師が造立に参加しなかったためか、お世辞にも容姿端麗な美仏とは言い難く、拝観者におどろおどろしいとの印象を持たれることが多かった。郷土史家の田中緑紅は「グロテスクな木像半身像」と評している。なお4代目大仏は高さが4丈7尺（約14m）あり、東大寺大仏に比肩する高さを有していた（上記は両者の像高のみの高さを比較した場合の話で、台座や光背の高さ寸法を加えれば、東大寺大仏の方が圧倒的に高さが高い）。
4代目大仏の造立と時同じくして、大仏を安置する仮大仏殿（3代目大仏殿）も造立された。上述の天保造立の大仏・大仏殿は、将来大仏・大仏殿を再建するまでの仮のものという扱いである。造立された場所も従前のものとは異なり、現在の方広寺大黒天堂の東側の駐車場になっている場所に造立されていた。なお天保造立の大仏殿と同時代に造立された建造物として、岐阜大仏大仏殿（現存）がある。両者の間に歴史的な繋がりはないが、いずれも民衆の手で造立されたという点では共通しており、双方の建物の外観は類似していた。
明治時代になると、新政府の廃仏毀釈の政策から、1870年（明治3年）方広寺境内の大部分は収公され、現在の敷地規模となった。「国家安康」の梵鐘を安置する鐘楼は取り壊され(後に再建)、方広寺西門は東寺へ移築された。寛政10年(1798年)の大仏焼失後も、2代目大仏殿の基壇と3代目大仏の台座は、明治初頭まで残されていたようであるが、それに使われていた花崗岩の石材の多くは、1873年（明治6年）に京都市の内外に築造された6基の石造アーチ橋(堀川第一橋など)の建材として転用されたと伝わる。石材を剥がされたのち、土地の整地も行われたとされ、これにより往時の基壇と台座は完全に消失した。なお収公された方広寺旧境内には、歴代天皇や皇族の位牌等を安置する恭明宮(数年で廃絶)や、豊国神社の社殿が建てられた。
経緯は明らかでないが、明治期に方広寺は妙法院の管理下から脱し、独立したとされている。
昭和期に入り、太平洋戦争での戦災を方広寺は免れた。「国家安康」の梵鐘も金属類回収令による供出を免れた。
1973年（昭和48年）の火災により、上述の天保再興の4代目大仏・3代目大仏殿は焼失した。京都市消防局は見分の結果、その原因について「大仏殿西側受付室で使用されていた練炭火鉢の不始末。練炭火鉢の底に欠けた部分があり、そこから熱が伝わり、下に敷いてあった板が過熱してくすぶり出火。自動火災報知設備が設置されておらず，手動の設備も故障していたなど，いくつもの不運が重なって大火となった」としている。
方広寺4代目大仏が焼失してしまったことで、近世以前に日本で造立された木組（木骨）下地で表面が木張の大仏（巨大さゆえ寄木造で造立できなかった木造大仏）は現存するものがほぼ無くなってしまった（岐阜大仏は木造ではあるが乾漆仏で上記仕様ではない）。そのため京都市消防局のHPで公開されている4代目大仏の被災写真のように、大仏焼失後の大仏胎内の木組（木骨）が露わになった状態を捉えた写真類について、木造の方広寺初代・3代目大仏がどのような構造であったかを検討する上での貴重な参考資料にされることがある。
方広寺4代目大仏の焼失を契機として仏像（巨仏）の保存のあり方に一石が投じられた。欣浄寺の伏見大仏（木造）は現在鉄筋コンクリート造の建物に安置されているが、これは当時の住職が方広寺4代目大仏が失火で焼失したことに衝撃を受け、伏見大仏を焼失から守るため私財を投じて建てさせたものであるという。
前述の「国家安康」の鐘は現存して重要文化財に指定されており東大寺、知恩院のものと合わせ日本三大名鐘のひとつとされる。大仏殿跡地は、2000年（平成12年）から発掘調査が行われている。
江戸時代に門前の餅屋が売っていた「大仏餅」は「大仏」の文字を型押しした餅で、大仏を訪れた人々のよい土産となっていた。門前の餅屋があった向かい辺りには、秀吉が築かせた耳塚があり、今日まで残っている。

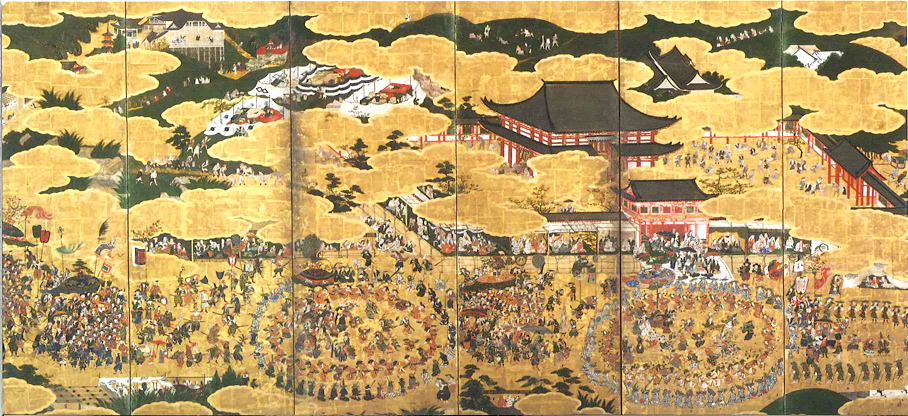
豊国祭礼図屏風 慶長11年（1606年）作  方広寺大仏殿が描かれているが、現存する2代目大仏殿指図（設計図）や大仏殿を描いた江戸期の他の絵図と破風等の大仏殿の細部の形状が異なることから、絵師のミスでなければ初代大仏殿の造形を描いたものであるとされる。
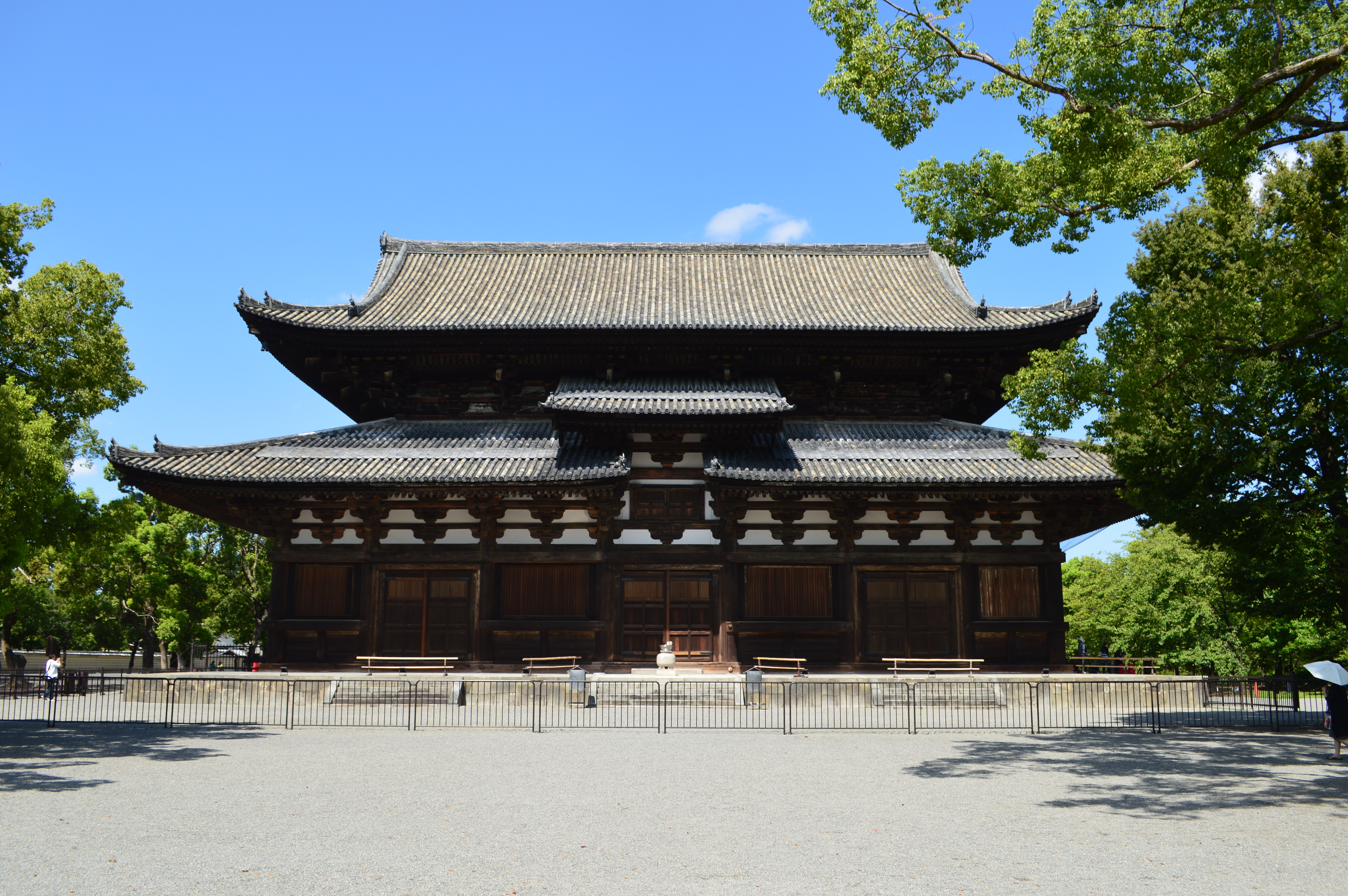
[参考] 東寺金堂。金堂は秀吉の造立した方広寺初代大仏殿を模して、造立されたとの伝承がある[115]。金堂には大仏殿のように観相窓があるが、安置される薬師如来の御顔の高さと合っておらず、金堂は東寺のためにデザインされた意匠ではないことを示唆している。
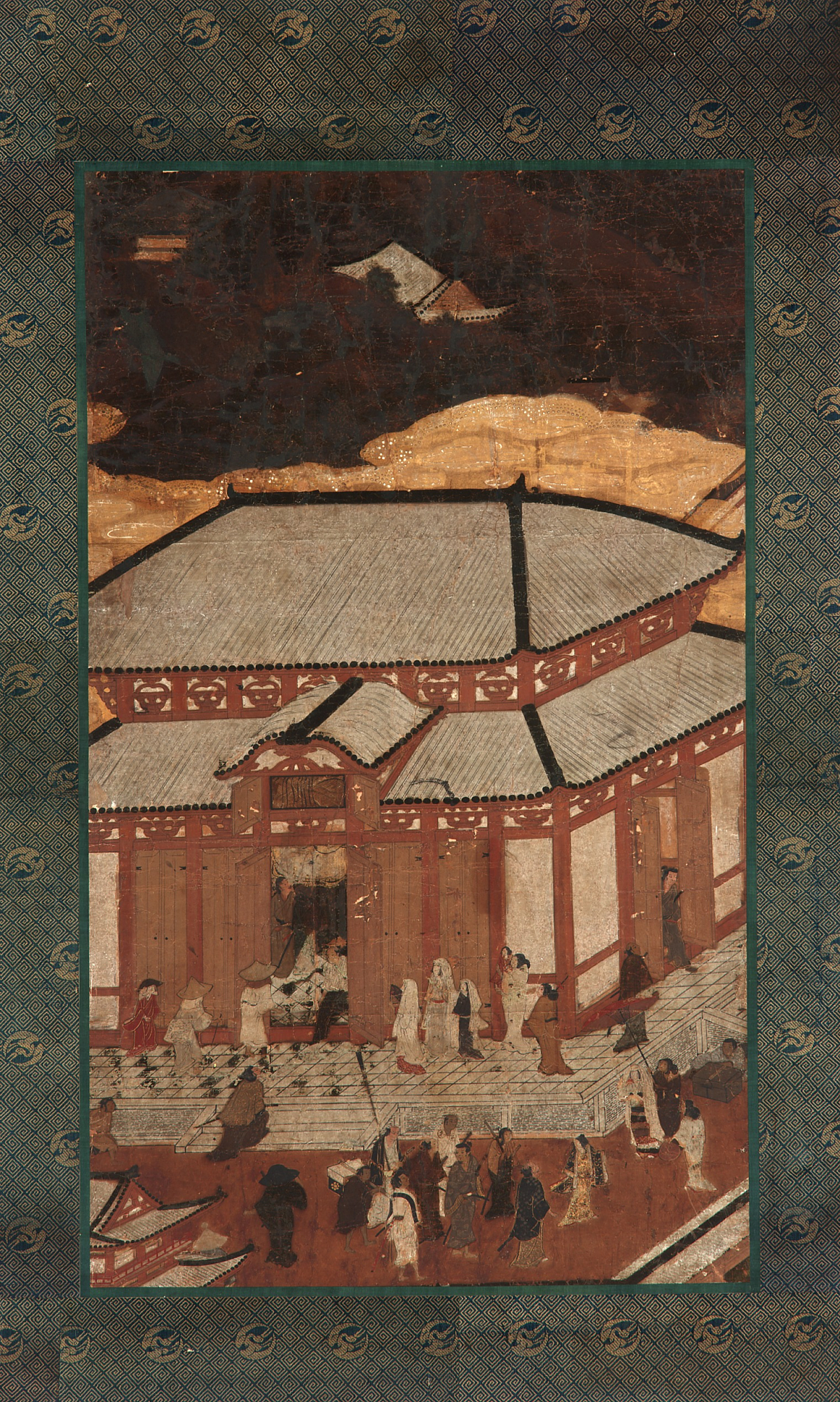
2代目大仏殿を描いた絵図 観相窓（堂外から大仏を拝顔できるようにする窓）があり、その上部に唐破風が設けられているのが特徴である。 このスタイルは再建東大寺大仏殿にも採用された。
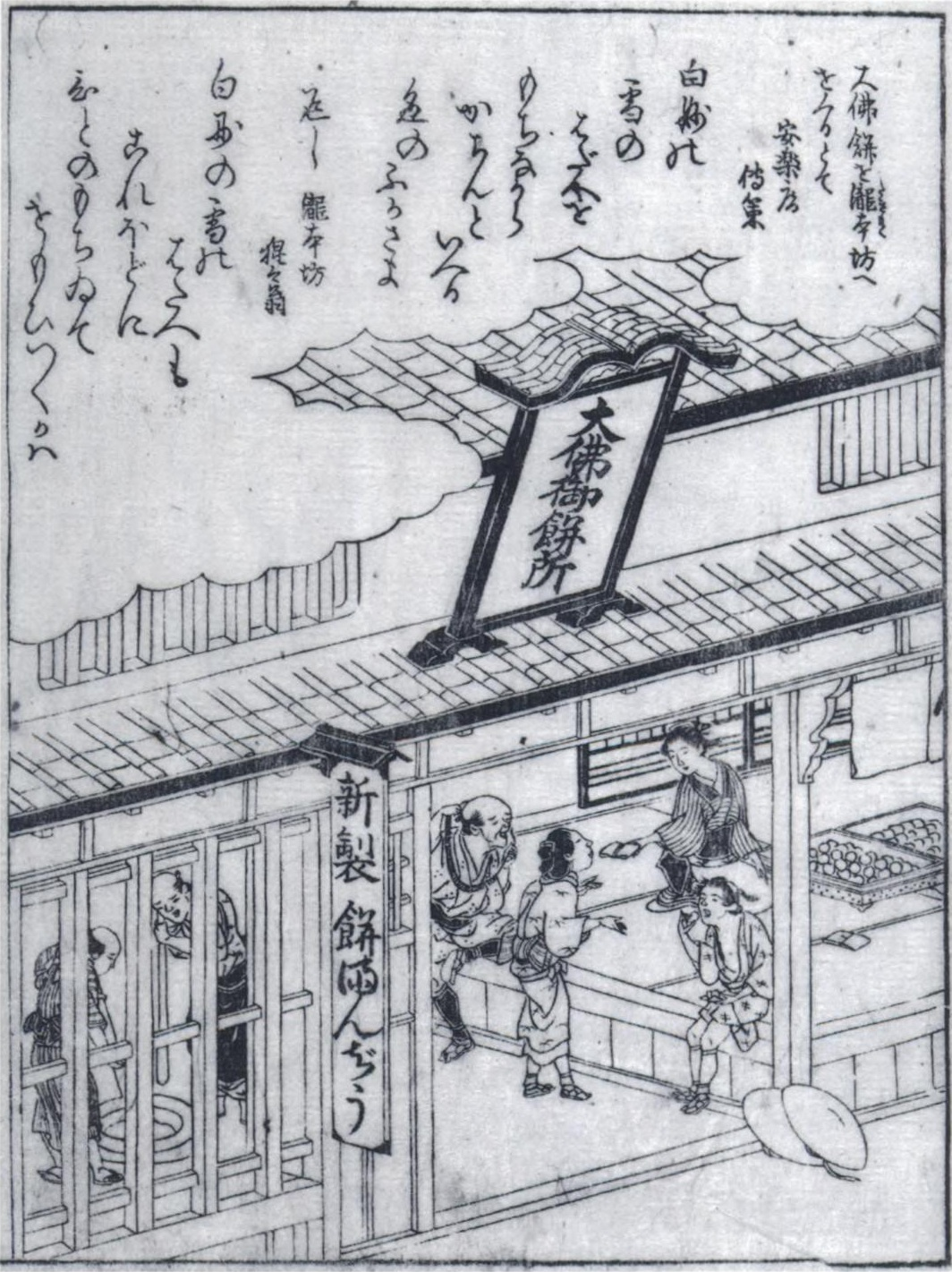
都名所図会 大仏御餅所

### 年表
- 1567年（永禄10年）東大寺大仏殿の戦いで、東大寺大仏・大仏殿が焼失する。
- 1585年（天正13年） 秀吉、関白に任じられる。
- 1586年（天正14年） 豊臣秀吉、焼損した東大寺大仏に代わる、新たな大仏の造立を発願[22]。
- 1588年（天正16年） 豊臣秀吉、刀狩令を発布。供出された刀剣類は、大仏造立のための釘や鎹（かすがい）にすることが喧伝される。
- 1589年（天正17年）豊臣秀吉の居である聚楽第白壁に、秀吉や世相についての落書きがなされる。一説には秀吉の大仏造立を揶揄する「大仏の くどくもあれや 鑓かたな くぎかすがいは こだからめぐむ（淀殿が豊臣鶴松を懐妊したのは、大仏造立の功徳によるものであろう）」という落首が書かれたとされる。
- 1590年（天正18年） 小田原征伐で北条氏滅亡。奥州仕置を経て、豊臣秀吉、天下を統一する。以降豊臣氏による大仏造立工事が本格化する。
- 1591年（天正19年）大仏殿の立柱式が行われる。豊臣秀吉、関白の位を豊臣秀次へ譲り、太閤となる。千利休が切腹させられる。
- 1592年（天正20年）  豊臣秀吉、朝鮮出兵（文禄・慶長の役）を開始する。
- 1593年（文禄2年）豊臣秀頼誕生。
- 1595年（文禄4年）初代大仏・初代大仏殿がおおよそ完成する。豊臣秀次が切腹させられる。
- 1596年（文禄5年）慶長伏見地震で初代大仏が損壊する[34][33]。
- 1597年（慶長2年）豊臣秀吉、初代大仏を破却し[42]、善光寺如来を初代大仏殿に遷座[37]。方広寺門前に耳塚を築造[52]。
- 1598年（慶長3年）善光寺如来を信濃へ返還[37]。豊臣秀吉没。
- 1600年（慶長5年）関ヶ原の戦い。
- 1603年1月（慶長7年12月）大仏鋳造中の事故のため、初代大仏殿が焼失する。
- 1603年（慶長8年）徳川家康が征夷大将軍に任じられる。家康、3月に京都御所に参内する。
- 1607年（慶長12年）豊臣秀頼、方広寺大仏・大仏殿の再建を企図する。
- 1610年（慶長15年）8月から方広寺大仏殿の立柱工事が行われる。
- 1612年（慶長17年）2代目大仏・2代目大仏殿がおおよそ完成する。
- 1615年（慶長20年）豊臣氏が大坂の陣で滅亡。
- 1619年（元和5年）2代将軍徳川秀忠の命令で、京都のキリシタンが多数、方広寺門前の正面橋近辺で、方広寺大仏に向かいあうように磔にされ、火あぶりで処刑される（京都の大殉教）。
- 1662年（寛文2年）寛文近江・若狭地震が発生[40]。2代目大仏が損壊？
- 1667年（寛文7年） 3代目大仏が落慶する[40]。
- 1709年（宝永6年）東大寺大仏殿の再建が完了する。
- 1719年（享保4年）第9回朝鮮通信使、京都訪問時に、日本側の要求する方広寺大仏殿での饗応を拒絶する[116]。
- 1733年（享保18年）2代目大仏殿の北西隅の屋根に落雷。多数の瓦が破壊される[3]。
- 1755年（宝暦5年）2代目大仏殿の北西隅近くの松の木に落雷[117]。
- 1775年（安永4年）2代目大仏殿の北西隅の屋根に落雷。枡形（組物）より出火したが、消火に成功する[117]。
- 1788年（天明8年）天明の大火で京都市街の大部分が焼失するが、方広寺は焼亡を免れる。
- 1798年（寛政10年） 3代目大仏・2代目大仏殿が、落雷による火災で焼失する[87]。
- 1830年（文政13年）文政京都地震が発生[105]。
- 1843年（天保14年）尾張商人を中心とする有志の寄進で、4代目大仏・3代目大仏殿が落慶する[106]。
- 1867年（慶応3年）大政奉還。
- 1870年（明治3年）新政府により、方広寺境内の大部分が収公される[118]。
- 1945年（昭和20年）終戦。
- 1973年（昭和48年）4代目大仏・3代目大仏殿が、失火のため全焼する[107]。
- 2000年（平成12年）方広寺大仏殿の基壇と台座が、発掘調査によって検出される[119]。

## 境内
- 本堂
- 大黒天堂
- 庫裏
- 鐘楼 - 梵鐘は、重要文化財のいわゆる「国家安康」の鐘である。

## 文化財・その他現代に残る遺物遺構

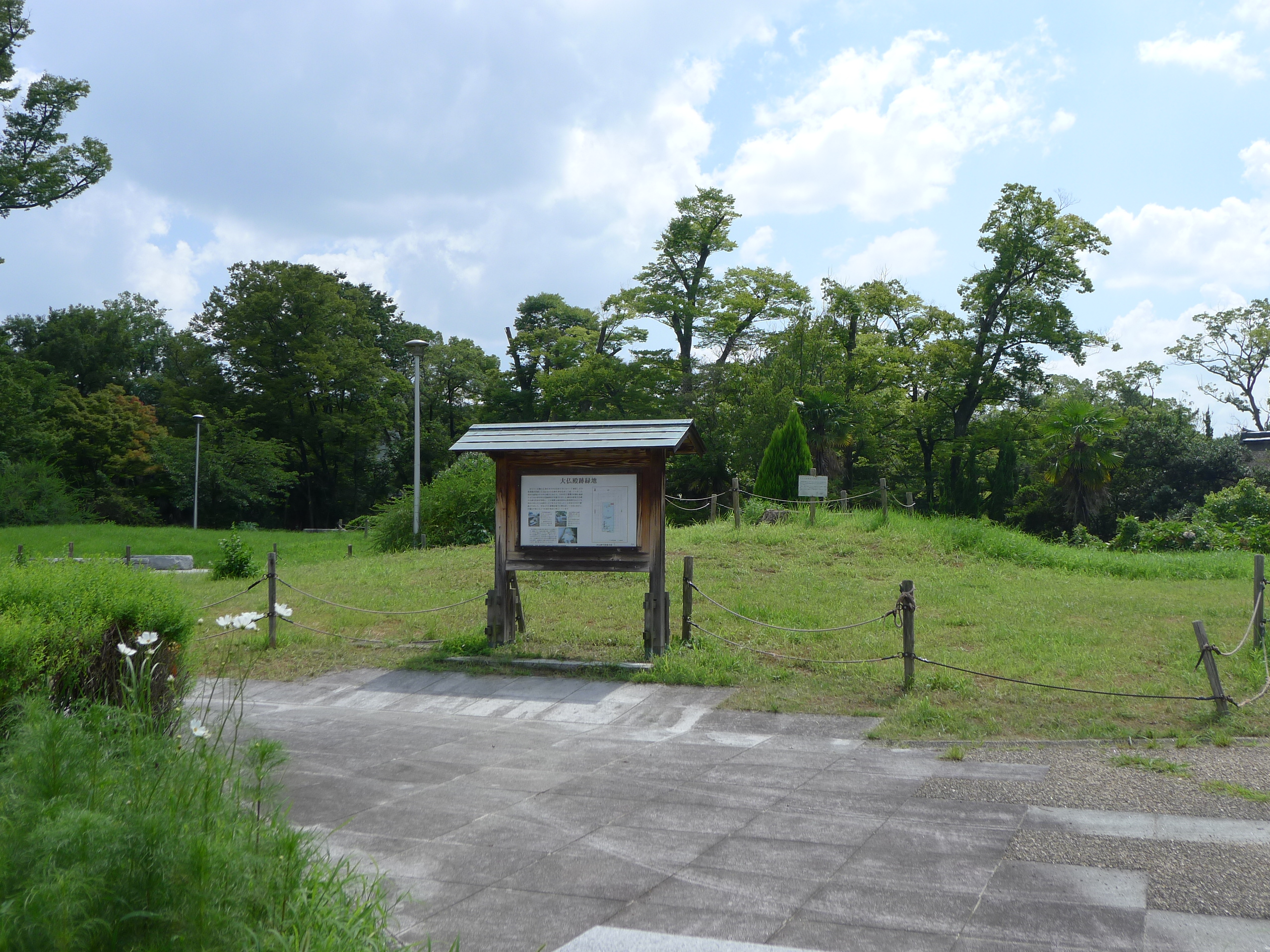
大仏殿跡緑地

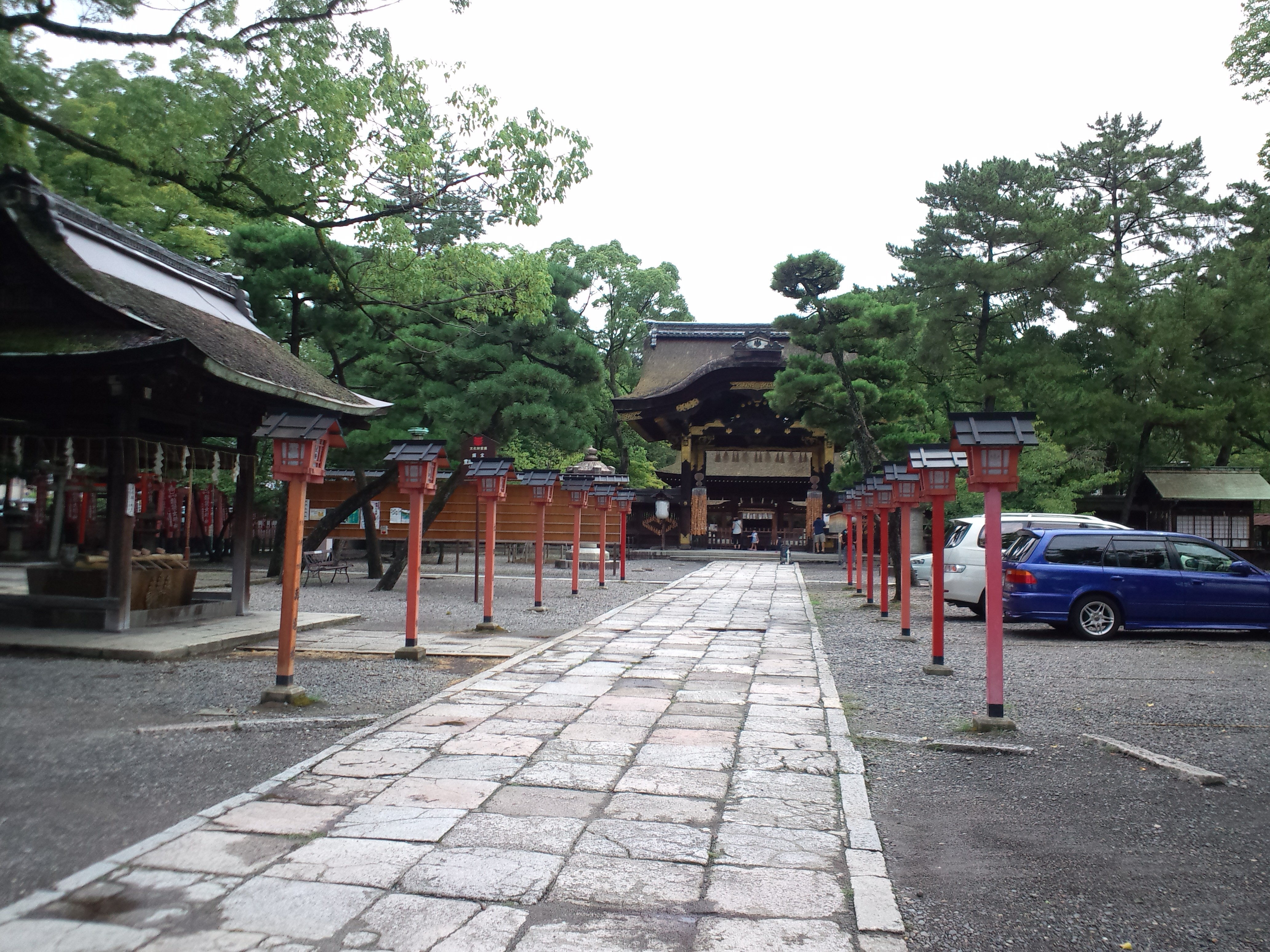
豊国神社の参道。参道に敷かれる石材は、かつて方広寺大仏殿の内部及び基壇に敷かれていた床石材を転用したものであると考古学的知見から断定されている。

### 重要文化財
- 梵鐘 - 慶長19年（1614年）京都三条釜座の名越三昌により鋳造された。大きさは高さ4.2m、外形2.8m、厚さ0.27m、重さは82.7トンである。前述の銘は撞座の左上にある。

### 国指定史跡
- 方広寺大仏殿跡及び石塁・石塔 - 石塁は方広寺旧境内を区切っていた石積みで、京都国立博物館西門から北に遺存している。石塔は豊国神社西方にある通称「耳塚」と、同神社境内東南にある通称「馬塚」（2基とも五輪塔）である。1969年（昭和44年）に「方広寺石塁及び石塔」の名で国の史跡に指定。2014年（平成26年）に大仏殿跡が追加指定され、指定名称を現在のものに変更した[121]。

### その他
- 方広寺大仏殿遺物9点 - 焼失を免れた方広寺遺物として、京都市指定有形文化財の「方広寺大仏殿遺物9点」が方広寺に保存されている。上記遺物は大仏殿関連が銅製風鐸・銅製舌各1点、鉄製金輪4点で、大仏関連が銅製蓮肉片・銅製蓮弁・鉄製光背金具各1点からなる。風鐸と舌には銘文が刻まれており、「国家安康」の鐘を製作した名越三昌らによって、慶長17年(1612年)に製作されたことが分かる。他の7点についても、風鐸や舌と前後する時期の製作と考えられている[122]。上記遺物の一部は鐘楼に置かれており、それについては通年見ることが可能である。柱の金輪については京都国立博物館の庭園にも展示されている。

- 方広寺本堂 - 方広寺本堂は、もともと日厳院の客殿であった建物を、明治に移築したものである[1]。日厳院はかつて方広寺を管理下に置いた妙法院の脇寺で、いまの京都国立博物館本館の位置にあった[1]。移築にあたり、 1/10の盧舎那仏座像（現在の方広寺本尊）が当該建物に安置（移座）されることになり、建物の改造がなされた。仏間等を打ち抜いて空間を広げ、天井高も改変し、座高約2mの盧舎那仏座像を安置できるようにした[1]。方広寺本堂建物の造立時期について、妙法院門主尭恕法親王の日記に、寛文10年（1670年）10月11日条で、日厳院の客殿指図(図面)があり、これが現在の方広寺本堂の構造と一致することから、寛文10年（1670年）には存在したことが分かる[1]。京都府教育委員会『京都府の近世社寺建築 近世社寺建築緊急調査報告書』では、「日厳院の建物が方広寺と関連するとすれば、秀頼による大仏殿造営の時期、すなわち慶長19年（1614年）前後という可能性も考えられる」としている[1]。

- 盧舎那仏坐像 - 現在の方広寺本尊で、往時の大仏の1/10サイズの模像とされる坐像。文化元年（1804年）に開眼供養が行われた[69]。座高約2m。往時の大仏の造形を伝えるものは数が少なく、貴重なものである。普段非公開だが、外からガラス戸越しに若干は見られるよう配置されている。本尊胎内銘の調査がなされたことはないため、正確な造像年代は分からず、大仏焼失後に造像され開眼供養がなされたのか、もしくは大仏焼失前から存在していた往時の大仏の模像だが、大仏焼失のためそれに代わる存在として開眼供養がなされたのかは不明である。

- 眉間籠り仏 - 方広寺大仏の眉間（白毫）に納められていたとされる仏像。普段非公開。何代目の大仏から眉間籠り仏が納められるようになったかは定かではないが、3代目大仏には眉間籠り仏が納められていたことが文献記録に残っている。妙法院に残る文献記録には以下の記述がある。寛政10年（1798年）の大仏殿焼失前の建物の状況について、創建から百数十年が経過していたので、大仏殿はかなり経年劣化が進んでいた。妙法院から京都所司代に大仏殿改修費用の工面を要望したが、色よい返事はなかった。そのため妙法院及び方広寺の所有する宝物の開帳を行うことで、改修費を工面することが企図され、安永5年（1776年）にそれを行うことになった。その開帳の目玉品として眉間籠り仏を大仏から取り外し、展示することが計画されていたが、取り止めとなった。眉間籠り仏の展示が取り止められた理由について、歴史学者で妙法院史料研究者の村山修一は妙法院門主の反対に遭ったためではないかとしている[117]。その後大仏殿の経年劣化はさらに進み、大仏殿北東部の屋根瓦が大風で崩れ落ち、雨漏りが生じるようになった。このような状況にあっても改修工事費調達の目処がたたず、背に腹は代えられないということになったためか、寛政4年（1792年）3月15日からの宝物開帳では、眉間籠り仏を大仏より取り外しの上、展示された。その開帳では豊臣秀吉の装束や、雪舟筆龍虎図などの宝物も展示され、妙法院に残る史料によれば、60日の開帳で225,180人の参詣者が訪れ、大変好評を博したという[123]。また『半日閑話(街談録)』には以下の記述がある。寛政10年（1798年）の落雷での火災の際に、火消し達が大仏殿の消火にあたっていたが、火が燃え広がってしまい、もはや大仏殿及び大仏を焼失から救う手だてがないことを覚った。火消し達は消火を諦め大仏殿から退避することになったが、胎内仏は取り外して搬出されたという[93]。なお大仏焼失後も、眉間籠り仏は霊験あらたかなもので安易に開帳すべきではないとされていた。妙法院史料によれば、嘉永元年（1848年）に大坂住吉神宮寺で企図された出開帳に眉間籠り仏を貸し出すことが計画されていたが、妙法院門主の反対に遭い、取り止めになったという[124]。

- 大黒天像 - 桓武天皇の勅命により最澄（伝教大師）が延暦寺を建立するため比叡山登山中のお告げにより彫刻されたと伝えられているもの。それと併せ、その像を秀吉が気に入り1/10サイズで作らせ、手元に置いていたとする像も大黒天堂に安置されている。普段非公開。

### 現代に残る遺跡・遺構
- 大仏殿跡緑地公園 - 大仏殿の中心部分の遺構が保存されている。平成12年（2000年）に発掘調査がなされたが、保存のために埋戻し、緑地公園化された。公園整備の際に、来訪者がかつての大仏殿のイメージを掴めるようにとの意図から、柱の礎石跡には円形の石のベンチを設置し、また「検出された大仏の台座の遺構から、大仏の台座は八角形と推定できる」とする京都市埋蔵文化財研究所の当初見解に基づき、推計台座部分の舗装と、推計台座の端分にコーナー型の石のベンチを設けることで、八角形の推計台座範囲を視認できるようにした。「大仏の台座は八角形」とする見解について、後に京都市埋蔵文化財研究所は誤認であったとして撤回し、「台座は円形に近い多角形」とする見解に改めた[5][6]。誤認が発生してしまった原因について、現存する大仏殿の指図（設計図）の読み間違えがある。発掘調査では台座端部の一部分が検出され、またその廻りの床石材（四半敷床石材）も検出された。台座と床石材の切り合い関係から台座は多角形（角数までは特定できず）であろうことが判明した。現存する方広寺大仏殿指図（設計図）の中央には八角形のものが描かれているが、それを大仏の台座の外郭線と解釈し、発掘調査の成果及び指図（設計図）を総合的に勘案し、「大仏の台座は八角形」とする当初見解を提示した[125]。しかしそれは台座の廻りに設けられていた八角形の金剛垣（柵）を描いたものではないかとの指摘を外部より受け、台座と床石材の切り合い関係を再検証した結果、その切り合い関係は八角形に取り付く角度ではないことが分かり、「台座は円形に近い多角形」とする見解に変更するに至った[5][6]。上述のように京都市埋蔵文化財研究所は既に「大仏の台座は八角形」とする見解を撤回しているが、現地案内看板には上記説が表記されたままとなっている。なお先述のように文献記録（甲子夜話）では、台座の仕様について「縦横十間ばかりと見ゆる円形なる石垣の、高さ二間ほどづゝなるを三段に築たり」とされ、それには蓮弁の装飾が施され、寛政10年（1798年）の焼失前は人目に触れることがなかったと記録されている。

- 豊国神社参道の敷石 - 豊国神社の参道に敷かれる石材は、かつて方広寺大仏殿の内部及び基壇に敷かれていた床石材を転用したものであると考古学的知見から断定されている[120]。転用時期については、方広寺境内が新政府に収公された明治初頭であろうとされる(先述のように明治初頭まで、台座・基壇などはそのまま残されていた)。この石材が作られた年代、すなわち初代大仏殿造立時のものか、もしくは2代目大仏殿造立時のものか、もしくは両者が混在しているかについては、特定できるだけの手掛かりがなく、現段階では不明としている[126]。

## 方広寺が描かれた作品
- 「京・大坂図屛風」（大阪歴史博物館所蔵）

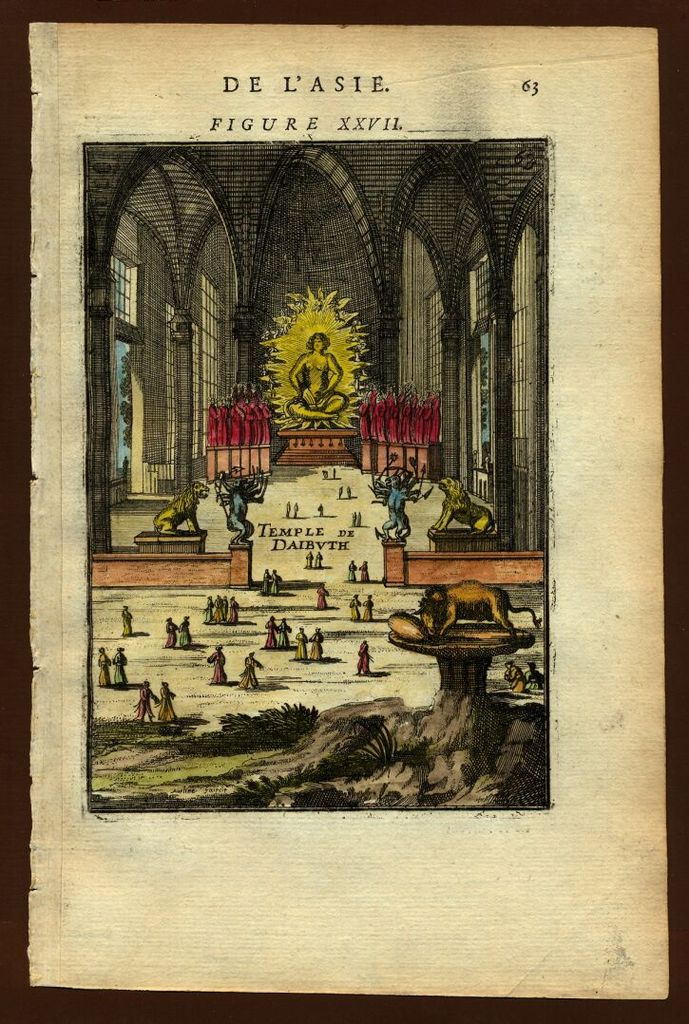
1683年刊行のマレーの著した『世界誌』に掲載される方広寺大仏(DAIBVTH)の挿絵。方広寺大仏の存在は世界的に知られていたようである。作者のマレーは一度も来日したことがなく、伝聞した事や想像で著したとされる。アルノルドゥス・モンタヌス作による1669年刊行の『東インド会社遣日使節紀行』に掲載された方広寺大仏の挿絵(こちらも想像で描かれたもの)を一部改変の上で、転載したとも言われる。

- 「洛中洛外図屏風」狩野派（東京富士美術館 所蔵）
- 「豊国祭礼図屏風」狩野内膳（豊国神社所蔵）

既述。慶長11年（1606年）作。方広寺大仏殿が描かれているが、現存する2代目大仏殿指図（設計図）や大仏殿を描いた江戸期の他の絵図と、破風等の大仏殿の細部の形状が異なることから、（絵師のミスでなければ）初代大仏殿の造形を描いたものとされる。
- 「日本誌」エンゲルベルト・ケンペル

2代目方広寺大仏殿が描かれている。なお大英博物館には、3代目大仏の全身を描いたケンペルのスケッチが所蔵されている。
- 「五条橋大仏殿眺望図」伝円山応挙（神戸市立博物館 所蔵）

五条大橋と市中の街並み、2代目大仏殿がそれぞれ描かれ、大仏殿の巨大さが分かる。観相窓から3代目大仏が顔を覗かせている。
- 「大仏詣図」葛飾北斎（島根県立美術館所蔵）
- 「方広寺大仏殿炎上図」長沢芦雪（個人蔵）
- 「洛東大仏殿出火図」著者不詳（国際日本文化研究センター所蔵）

2代目大仏殿が落雷で焼失する過程が絵図で克明に記録されている。
- 「花洛一覧図（木版摺）」横山華山作

2代目大仏殿焼失後の文化5年（1808年）の出版であるが、2代目大仏殿があえて描かれている。
- 「再撰花洛名勝図会」

1862年の作で、規模を縮小して再建された3代目大仏殿（1973年焼失）が描かれている。野ざらしの大仏殿基壇と台座（1798年焼失の3代目大仏のもの）が描かれており、この頃はまだ残されていたことが分かる。
- 「大仏の食い逃げ」

京都に伝わる昔話。京都のむかし話研究会著『京都のむかし話』にも収録される。話のおちが大仏躯体の材料と絡めて語られる点が注目される。この話の成立年代は不明だが、木像の方広寺3代目大仏造立後と思われる。昔話の概略は以下の通りである。京の大仏と奈良の大仏は揃って伊勢神宮へ参拝に行くことにした。道中で腹が減ったので、蕎麦屋に立ち寄った。両大仏は銭を持っていなかったが、いずれかがおごってくれるだろうと思い込み、たらふく蕎麦を平らげた。両大仏はいずれも銭を持っていないことに気がついたので、食い逃げをすることにした。両大仏は蕎麦屋から走って逃げたが、食い逃げに気が付いた店主が彼らを追いかけ、遂に追い付かれてしまった。店主が蕎麦打ち棒で奈良の大仏の頭を叩くと、奈良の大仏は銅像であるのでクワーン、クワーンという音がした。店主は「あれだけ食べておきながら、食わん食わんとは何事か」と激怒した。続いて京の大仏の頭を叩くと、京の大仏は木像であるのでコツコツという音がした。店主は「蕎麦代をこつこつ返すというなら、なぜ初めからそう言わないのか」と言い、両大仏は赦免された。両大仏は自身に供される賽銭で、こつこつと蕎麦代を返済したという。なおこの昔話は『まんが日本昔ばなし』でアニメ化されて放送された（1993年10月16日放送分 No.1424）。
- 地歌「大仏」

峰崎勾当作の地歌。歌詞は「大仏の妹背は京と奈良坂や この手柏のふた面 窓から窓の垣間見に ささやく声もこだまして 聞いていよとも耳塚に 何の遠慮も太しき柱 互いに手に手をのばし合わして抱きしめて 穴を忍び路くぐらばくぐれ 鳥はものかは釣鐘さえも つかぬ夜明けてとまた布団着て 寝たる姿や東山」。歌詞の内容は方広寺大仏と東大寺大仏の関係を、男女の仲になぞらえたもの。方広寺にまつわる地名・事柄を上手く歌詞に盛り込み、服部嵐雪の句「布団着て寝たる姿や東山」で締めている（既述の通り方広寺大仏は東山大仏とも称される）。待宵の小侍従の「待つ宵に更けゆく鐘の声聞けばあかね別れの鳥はものかは」の句も踏まえたものと思われる。
- 『新篇塵劫記』の「大仏の堂」

『塵劫記』は吉田光由によって著された算術書である。『塵劫記』は算術を身近な話題をもとに解説してあったので、江戸時代の算術書のベストセラーかつロングセラーとなった。寛永18年（1641年）には続編として『新篇塵劫記』が出版されたが、その中に「大仏の堂」という問題がある。それには大仏殿の挿し絵が掲載され、「大仏殿にどれくらいの米が入るか」という問いと「577,500石」という解答のみが記載されている。大仏殿の寸法や「577,500石」を導きだす計算式などは記載されていない。従来『新篇塵劫記』の「大仏の堂」の問題は、方広寺大仏殿が江戸時代に存在していたことが世間一般にあまり知られていなかったことから、「大仏の堂」は、当時滅失していた東大寺大仏殿を指し、「577,500石」を導きだす計算式が記載されていないのは、作者の吉田光由が考えた問題ではなく、東大寺大仏殿が存在した頃に作られた問題で、古くからの伝承をそのまま記載したためであろうとされてきた。しかし数学者の林隆夫は「大仏の堂」は方広寺大仏殿を指し、東大寺大仏殿ではないとした。その根拠として「『新篇塵劫記』の出版された寛永18年（1641年）に東大寺大仏殿は存在しないが、方広寺大仏殿は存在していること」「作者の吉田光由は京都在住であること」「江戸時代に単に大仏と言えば、少なくとも京都では方広寺大仏を指していたこと」を挙げている（補注：林は指摘していないが、『新篇塵劫記』の大仏殿の挿し絵には唐破風が描かれているが、鎌倉時代再建の東大寺2代目大仏殿に唐破風はないとするのが通説であるので、挿し絵からも東大寺大仏殿ではないことが分かる）。大仏殿の寸法が記載されていないことについては、当時方広寺大仏殿は著名な建造物であり、都名所図会などの出版物から容易に寸法を知ることができたためでないかとしている。林は「577,500石」を導きだす計算式についても検討を行っており、現在判明している2代目方広寺大仏殿の各寸法から容積を算定し、それに米をどれだけ納められるかを計算（石換算）すると、「577,500石」に近い値が得られるとしている。ただし具体的な「577,500石」という数値がどのように導き出されたかは不明としている。
- 合羽大仏

寛政5年（1793年）に品川の海晏寺に造られた張りぼての大仏。寺の境内にあった銀杏の大樹を心柱にして造立された。大仏の顔は方広寺大仏の顔を模したものであった。江戸時代に豊臣氏に関するものを描くのは禁忌であり、豊臣氏ゆかりの方広寺大仏を模した合羽大仏を造立した者達は命懸けであったとする説もある。合羽大仏は高さ約40メートルもあったとされ、房総半島からも大仏の頭部が見えたという。合羽大仏は江戸庶民の間でも評判になり、海晏寺に大勢の者が見物に訪れたが、それにより往来の妨げになるとして道中奉行から撤去命令がなされた。そのため合羽大仏はあっけなく姿を消した。合羽大仏について記した瓦版が何点か現存しており、挿し絵からその造形をうかがい知れる。
漫画、とりわけ戦国時代を扱った歴史物では、豊臣秀吉による方広寺大仏造営と地震による損壊、徳川家康による方広寺鐘銘事件が描かれることが多い。
- 『幽霊画談『水木しげる作

仏の幽霊の項で、1798年落雷による大仏の焼失後、大阪の寺町の松の茂みが、往時の大仏を彷彿とさせると、大仏を懐かしむ京都民衆の間で口こみが広がり、当地は訪問者で連日賑わったとの逸話が紹介されている。
- 『へうげもの『山田芳裕作

方広寺造営と地震による大仏の損壊、怒った秀吉が損壊した大仏に矢を放つ場面、方広寺鐘銘事件等、桃山時代から江戸時代初頭までの、一連の方広寺にまつわる事柄が描かれている。

## 交通アクセス
- 京阪本線 七条駅下車徒歩7分